# Heikki Kovalainen
Heikki Johannes Kovalainen (ur. 19 października 1981 w Suomussalmi) – fiński kierowca wyścigowy. Od 2007 roku do 2013 był kierowcą Formuły 1. W roku 2007 jeździł w Renault, w latach 2008–2009 w McLarenie, a w sezonach 2010–2011 w Lotusie. W 2012 był kierowcą Caterhama. W Formule 1 odniósł jedno zwycięstwo: w Grand Prix Węgier 2008.
Karierę zaczynał w kartingu mając dziesięć lat. Gokartami ścigał się do 2000 roku. W 2001 roku rozpoczął ściganie się samochodami jednomiejscowymi debiutując w Brytyjskiej Formule Renault 2000. W 2002 roku dołączył do programu Renault Driver Development i zadebiutował w Brytyjskiej Formule 3. Rok później został kierowcą serii World Series by Nissan. W 2003 roku został wicemistrzem, a rok później wywalczył mistrzostwo tej serii. W roku 2005 był kierowcą serii GP2 i zajął drugie miejsce w klasyfikacji generalnej kierowców. W 2006 roku został pełnoetatowym kierowcą testowym zespołu Formuły 1, Mild Seven Renault F1 Team.
Jako oficjalny kierowca w Formule 1 zadebiutował w 2007 roku w zespole Renault w miejsce Fernando Alonso. W pierwszej części sezonu miał nieregularne wyniki, ale w drugiej punktował regularnie, zdobył także pierwsze podium (drugie miejsce w Grand Prix Japonii) i na koniec sezonu wyprzedził w klasyfikacji kierowców partnera z zespołu, Giancarlo Fisichellę. W 2008 roku przeszedł do zespołu McLaren. Fin osiągał znacznie gorsze wyniki od zespołowego partnera, Lewisa Hamiltona, ale mimo to zdołał wygrać swój pierwszy wyścig – Grand Prix Węgier. W sezonie 2009 także na ogół był wolniejszy od Hamiltona i po sezonie McLaren rozwiązał z nim kontrakt. Kovalainen przeszedł do powracającego do Formuły 1 Lotusa, dla którego startował do 2011 roku, nie zdołając jednak przez ten okres wywalczyć ani punktu. W sezonie 2012 był kierowcą powstałego na podstawach Lotusa Caterhama, a rok później – kierowcą rezerwowym tego zespołu. Zastąpił także na dwa ostatnie wyścigi sezonu Kimiego Räikkönena w Lotusie.
W 2015 roku zadebiutował w Super GT, rywalizując Lexusem. Rok później zdobył tytuł mistrzowski tej serii.

## Dzieciństwo
Heikki Kovalainen urodził się 19 października 1981 roku w fińskiej miejscowości Suomussalmi jako trzecie, najmłodsze dziecko Seppo i Sisko Kovalainenów (ma brata Samiego i siostrę Sannę). Pierwszym słowem, jakie wypowiedział, był wyraz „auto”. Jego ulubionym przedmiotem w szkole był język angielski, nie lubił natomiast matematyki i fizyki.
Jako że jego ojciec brał udział w wyścigach na lodzie, Kovalainen zainteresował się sportami motorowymi. Pierwszy raz za kierownicą gokarta zasiadł w wieku 6 lat. W 1991 roku uzyskał licencję niezbędną do brania udziału w fińskich zawodach kartingowych i w takich też zawodach wówczas zadebiutował.
Jako kierowca kartingowy Kovalainen miał obiecujące wyniki. W 1998 roku był jedenasty w klasyfikacji generalnej Kartingowych Mistrzostw Finlandii Formuły A, ale rok później zajął w tych mistrzostwach drugą pozycję. Ponadto w 1999 roku brał udział jeszcze w Kartingowym Pucharze Monako Formuły A (6 pozycja) oraz w Mistrzostwach Świata Formuły A (18. miejsce w klasyfikacji ogólnej). W następnym sezonie wygrał klasyfikację Skandynawskich Mistrzostw Formuły A, był drugi w Mistrzostwach Finlandii Formuły A, uczestniczył też w takich seriach jak Europejskie Mistrzostwa Formuły Super A (czwarta pozycja w klasyfikacji) czy Mistrzostwa Świata Formuły Super A (trzecie miejsce). Ponadto wygrał zawody Paris Bercy Elf Masters, był także drugi w Göteborgs Stora Pris. Kovalainen został ogłoszony Kartingowym Kierowcą Roku 2000 w Finlandii.

## Przed Formułą 1
W 2001 roku Kovalainen zadebiutował w wyścigach samochodów jednomiejscowych. Został wówczas kierowcą zespołu Fortec Motorsport w Brytyjskiej Formule Renault. Kimi Räikkönen wygrał tę serię w 2000 roku, po czym trafił do Formuły 1 do zespołu Sauber. Kovalainen w 13 wyścigach odniósł dwa zwycięstwa, zdobył dwa pole positions, pięć podiów i trzy najszybsze okrążenia. Te wyniki zaowocowały 243 punktami i czwartym miejscem w klasyfikacji generalnej. Ponadto zadebiutował w Formule 3, startując w Grand Prix Makau (ósme miejsce) i Korea Super Prix. Fińska Federacja Sportów Motorowych wybrała Kovalainena Debiutantem Roku 2001.

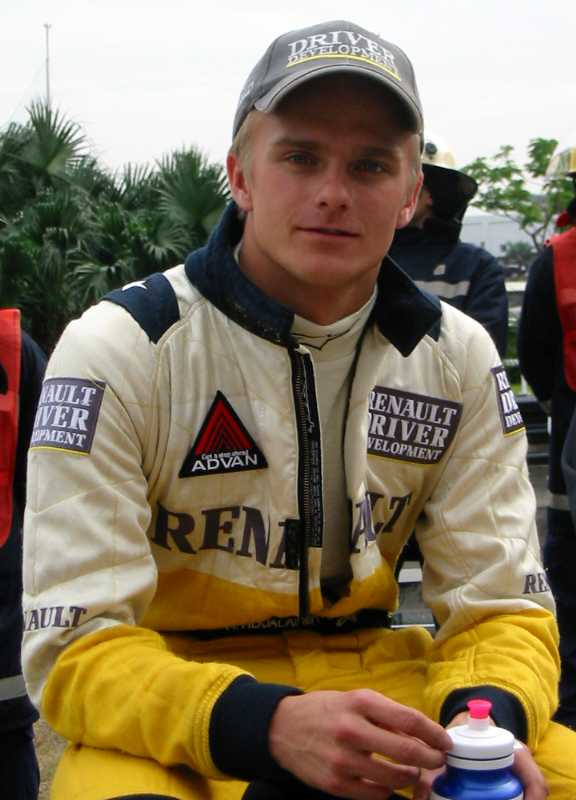
Heikki Kovalainen w 2002 roku

W 2002 roku Kovalainen dołączył do wspierającego młodych kierowców programu Renault Driver Development. Fin przeniósł się do Brytyjskiej Formuły 3, gdzie startował w Fortec Motorsport. W ostatnich dziewięciu wyścigach odniósł pięć zwycięstw, w tym prestiżowy wyścig towarzyszący Grand Prix Wielkiej Brytanii Formuły 1. Zdobył ponadto dwa pole positions, 12 podiów i trzy najszybsze okrążenia. W klasyfikacji generalnej zajął trzecie miejsce, za Robbiem Kerrem i Jamesem Courtneyem. W 2002 roku wziął udział również w innych zawodach Formuły 3: Korea Super Prix (14. miejsce), Grand Prix Makau (druga pozycja) oraz Masters of Formula 3 (czwarta lokata). Ponownie został przez Fińską Federację Sportów Motorowych ogłoszony Debiutantem Roku.
Na sezon 2003 wybrał starty w serii World Series by Nissan, dołączając do zespołu Gabord Competición. Fin wygrał jeden wyścig, trzy razy startował z pierwszego pola, zdobył cztery podia i jedno najszybsze okrążenie. 134 punkty zapewniły mu drugie miejsce w klasyfikacji ogólnej kierowców, ale mistrzem World Series by Nissan w 2003 roku został partner Kovalainena z zespołu, Franck Montagny. Ponadto w 2003 roku po raz pierwszy testował samochód Formuły 1: jesienią testował Renault R23 na torze Circuit de Catalunya, a kilka tygodni później wziął udział w sesji testowej zespołu Minardi samochodem Minardi PS03 na torze Autodromo di Vallelunga. Kovalainen na tych testach osiągał bardzo konkurencyjne czasy i podobno niewiele brakowało, aby w sezonie 2004 został kierowcą Minardi. Jednakże na 2004 rok Kovalainen podpisał kontrakt z Renault, w myśl którego miał być drugim kierowcą testowym zespołu.
W roku 2004 kontynuował uczestnictwo w World Series by Nissan, przenosząc się jednak do zespołu Pons Racing. Fin zdobył wówczas tytuł mistrzowski, wygrywając 6 wyścigów, zdobywając 10 pole positions, 11 podiów, 8 najszybszych okrążeń, 176 punktów i będąc lepszym od takich kierowców, jak Tiago Monteiro, Enrique Bernoldi czy Narain Karthikeyan. Jako członek programu Renault Driver Development Kovalainen odbywał sesje testowe z Mild Seven Renault F1 Team i pomagał przy rozwoju Renault R24.
Pod koniec roku wziął udział w zawodach Race of Champions na Stade de France. W pierwszych dwóch rundach pokonał odpowiednio Davida Coultharda i Jeana Alesiego, a w półfinale okazał się szybszy od Michaela Schumachera. W finale pokonał rajdowego mistrza świata Sébastiena Loeba; w pierwszej rundzie finału był szybszy od Francuza, ścigając się Peugeotem 307 WRC, mimo że nigdy wcześniej nie jeździł samochodem rajdowym. W Pucharze Narodów (Nations Cup) Finlandia (w składzie Kovalainen-Grönholm) doszła do finału, gdzie przegrała z Francją (Loeb-Alesi). Kovalainen tak skomentował zwycięstwo w Race of Champions:

Po prostu nie mogę w to uwierzyć... Próbowałem jedynie atakować trochę ostrzej, hamować trochę później. Niewiarygodne. Pokonałem obu mistrzów świata! Pokonałem Rajdowego Mistrza Świata w samochodzie WRC. Zadziwiające! I niecodziennie ma się szansę pokonać Michaela Schumachera... To była wielka chwila.

W 2005 roku przeniósł się do nowo powstałej Serii GP2, która zastąpiła Formułę 3000. W GP2 był kierowcą Arden International. Kovalainen udanie rozpoczął sezon, wygrywając główny wyścig na torze Imola, a w sprincie zajmując trzecie miejsce. W głównym wyścigu na torze Circuit de Catalunya był trzeci, zdobywając tym samym trzecie podium z rzędu. Do sprintu nie zdołał jednak nawet wystartować. Podczas rundy w Monako zdobył pole position, prowadził przez pierwsze 21 okrążeń i ustanowił najszybsze okrążenie, ale problemy podczas pit stopu spowodowały, że dojechał do mety na piątym miejscu. Główny wyścig na Nürburgringu Fin wygrał, mimo że startował z siedemnastej pozycji. W sprincie wycofał się na skutek kolizji spowodowanej przez José Maríę Lópeza. Podczas eliminacji na torze Magny Cours wygrał główny wyścig i był trzeci w sprincie. Później jednak konkurencyjny stał się Nico Rosberg, a Kovalainen dojeżdżał do mety na dalszych pozycjach. Kovalainen zdołał jednak wygrać sprint na torze Istanbul Park oraz główny wyścig na Monzy. Podczas chaotycznego weekendu na torze Spa-Francorchamps Kovalainen nie zdobył punktów, a Rosberg po raz pierwszy w sezonie w klasyfikacji kierowców znalazł się przed Finem. Ostatnie dwa wyścigi sezonu, rozgrywane na Bahrain International Circuit, wygrał Nico Rosberg i zdobył tytuł mistrza Serii GP2, podczas gdy Kovalainen został wicemistrzem ze stratą 15 punktów do Rosberga. Ogółem w sezonie 2005 Serii GP2 Kovalainen odniósł 5 zwycięstw, zdobył 2 pole positions, 12 podiów i jedno najszybsze okrążenie.
W 2005 roku uczestniczył również w zawodach Race of Champions, ale w półfinale został pokonany przez Toma Kristensena.

## Formuła 1

### 2006

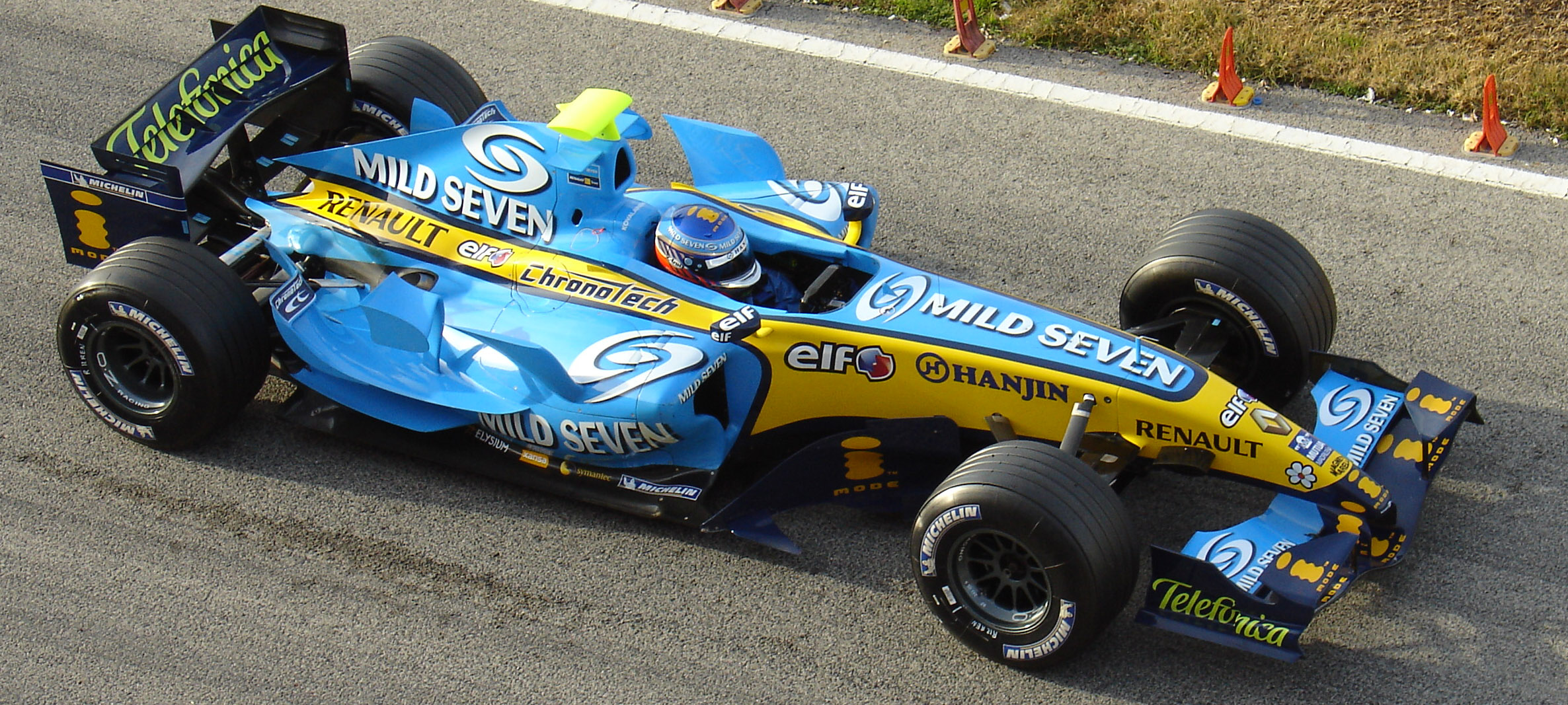
Heikki Kovalainen podczas testów Renault R26 na torze Ricardo Tormo w 2006 roku

Pod koniec 2005 roku pojawiły się informacje, jakoby zatrudnienie Kovalainena rozważał zespół BMW Sauber. Plotki te zostały jednak zdementowane przez szefa Renault F1, Flavio Briatore. W grudniu ogłoszono, że Kovalainen w sezonie 2006 będzie głównym kierowcą testowym Renault i zarazem trzecim kierowcą francuskiego zespołu, zastępując na tym stanowisku Francka Montagnyego.
W 2006 roku Kovalainen wziął udział w dziesięciu oficjalnych sesjach testowych. Wygrał testy na torze Jerez 6 lipca i 13 września oraz na torze Silverstone 19 września. Ogółem podczas testów w 2006 roku przejechał 18 000 km.
Pod koniec 2006 roku wziął udział w Race of Champions. Tworząc parę z Marcusem Grönholmem, przyczynił się do zwycięstwa Finlandii w Nations Cup; para ta pokonała w finale reprezentującego Stany Zjednoczone Travisa Pastranę. Rywalizację o tytuł „mistrza mistrzów” przegrał w półfinale, kiedy to okazał się wolniejszy od Mattiasa Ekströma o 0,0002 sekundy.

### 2007

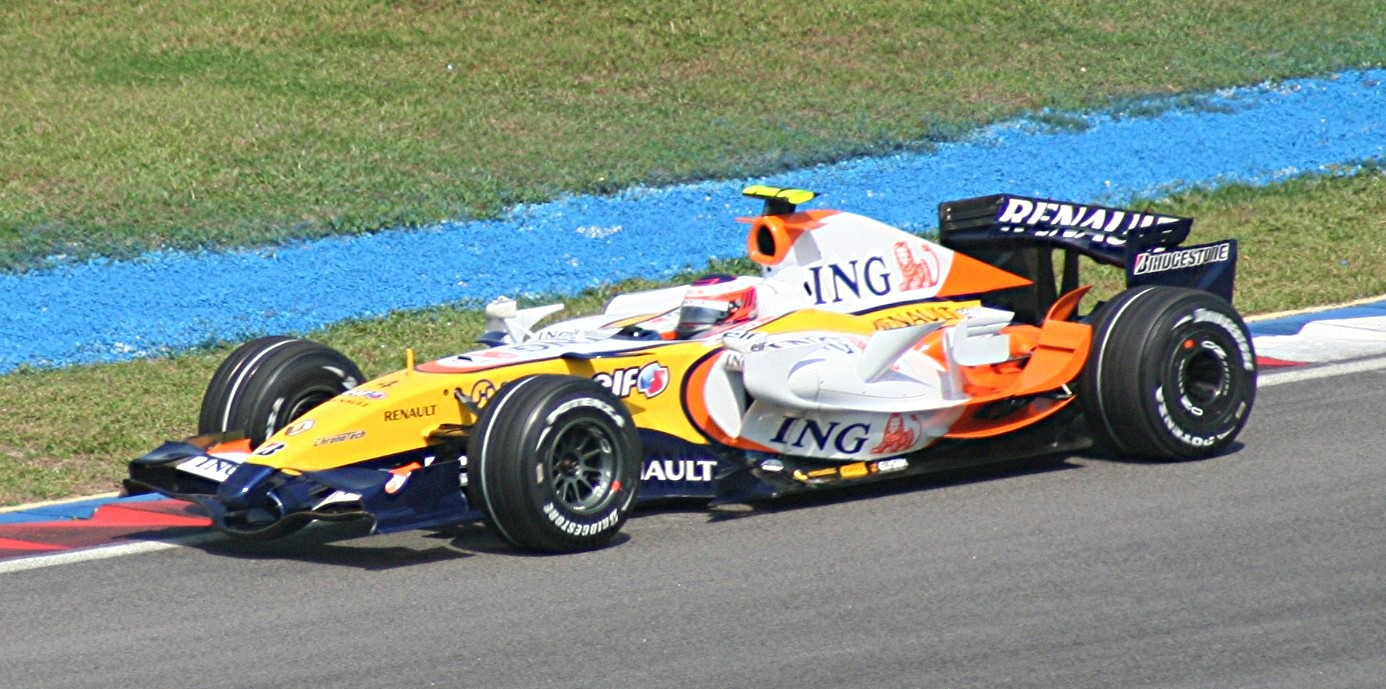
Heikki Kovalainen podczas Grand Prix Malezji 2007

Po tym, gdy 19 grudnia 2005 roku McLaren poinformował o podpisaniu kontraktu z Fernando Alonso na starty od sezonu 2007, zaczęto zastanawiać się, kto zastąpi Hiszpana w zespole Renault. Jako kandydatów na to miejsce wymieniano Juana Pablo Montoyę, Kimiego Räikkönena czy Michaela Schumachera. Tymczasem Kovalainen, wyrażając nadzieję na starty w sezonie 2007 w charakterze etatowego kierowcy, był łączony z posadą w takich zespołach jak Red Bull czy Toro Rosso. Jednakże najbardziej prawdopodobnym był awans Kovalainena na stanowisko etatowego kierowcy w Renault. Było to tym bardziej prawdopodobne, że Kovalainen współpracował z firmą menedżerską Briatore, FFBB. Ostatecznie 6 września 2006 roku Renault potwierdziło, że w sezonie 2007 partnerem Giancarlo Fisichelli w zespole będzie Heikki Kovalainen.

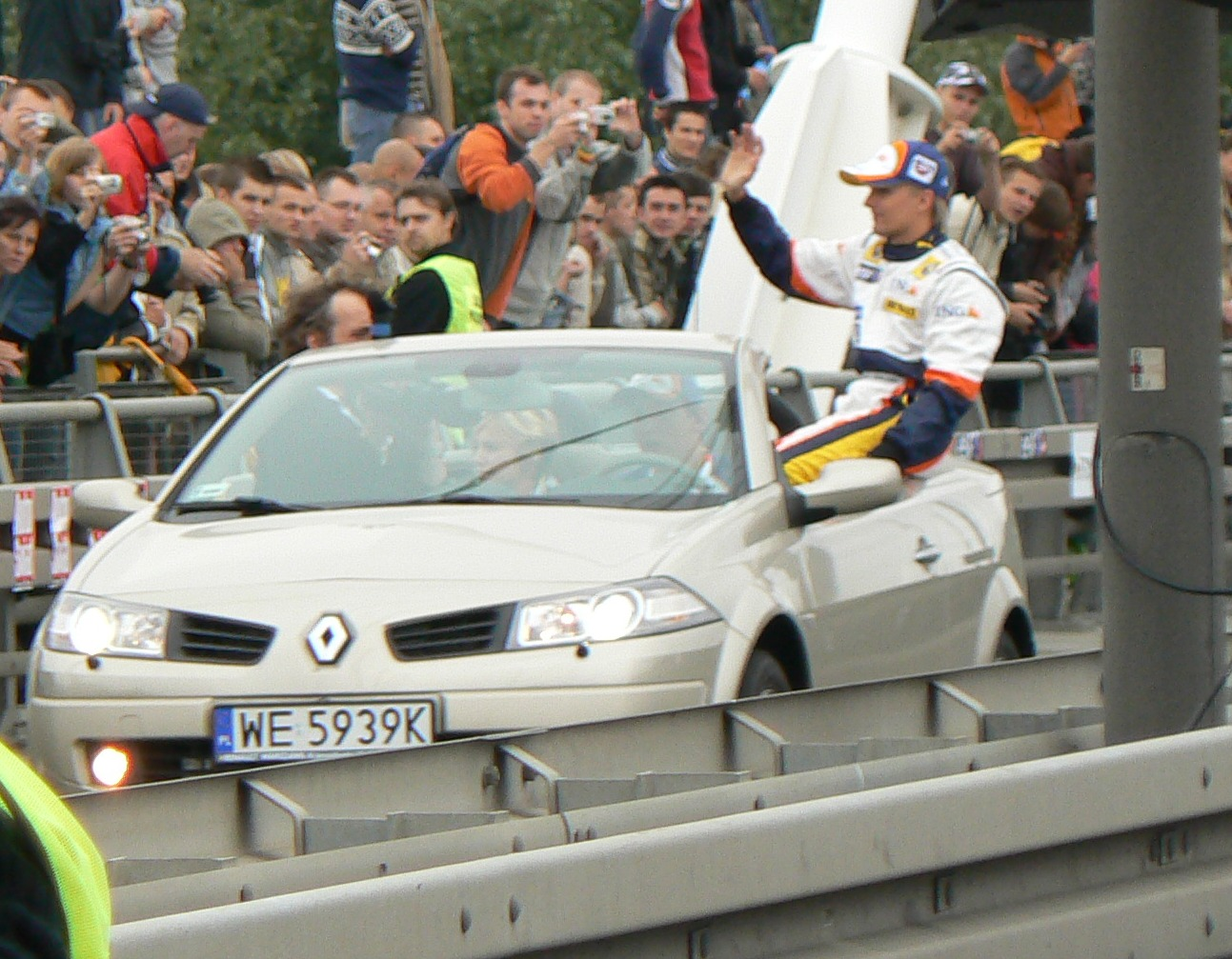
Heikki Kovalainen podczas Renault F1 Roadshow w Warszawie 3 czerwca 2007 roku

Pierwszym wyścigiem sezonu 2007 było Grand Prix Australii. W kwalifikacjach Kovalainen uzyskał trzynasty czas. W trakcie wyścigu Kovalainen awansował na jedenastą pozycję. Podczas drugiej rundy postojów Fin popełnił kilka poważnych błędów i dojechał do mety na dziesiątym miejscu, za co został bardzo skrytykowany przez Flavio Briatore. Kovalainen zaakceptował tę krytykę. Kwalifikacje do Grand Prix Malezji Kovalainen ukończył na jedenastym miejscu. Na starcie wyścigu został wyprzedzony przez Giancarlo Fisichellę, ale sam zdołał później wyprzedzić Marka Webbera. W dalszej części wyścigu na niższą pozycję spadł Ralf Schumacher, a awarię miał Nico Rosberg – w tej sytuacji Kovalainen dojechał do mety na ósmym miejscu i zdobył swój pierwszy punkt w Formule 1. Do wyścigu o Grand Prix Bahrajnu Heikki Kovalainen startował z dwunastej pozycji. Na starcie wyścigu Fin wyprzedził Rosberga i Wurza. Na 28 okrążeniu Kovalainen jechał na trzynastej pozycji, jako że wcześniej wyprzedzili go Trulli, Rosberg, Wurz i Coulthard. Po awariach Coultharda i Webbera oraz wyprzedzeniu kierowców Williamsa Kovalainen ukończył wyścig na dziewiątym miejscu. Podczas kwalifikacji do pierwszej europejskiej eliminacji sezonu, Grand Prix Hiszpanii, Kovalainen po raz pierwszy dostał się do trzeciej ich części (Q3) i zakończył je ostatecznie na ósmym miejscu. Na 30 okrążeniu wyścigu okazało się, że podczas pierwszego pit-stopu nalano Kovalainenowi zbyt mało paliwa, przez co Fin musiał zjechać ponownie do boksów, a ponadto zmienił strategię. Ostatecznie Kovalainen dojechał do mety na siódmym miejscu. Do Grand Prix Monako fiński kierowca startował z 15 miejsca, ale w kwalifikacjach podczas próby ustanowienia swojego najszybszego okrążenia został przyblokowany przez Davida Coultharda. Na ostatnim okrążeniu wyścigu zjechał do boksów ze względu na problemy z silnikiem i ukończył zawody na trzynastej pozycji. Po treningach przed Grand Prix Kanady w Renault Kovalainena wymieniono silnik, za co Fin zgodnie z regulaminem miał mieć obniżoną o dziesięć miejsc pozycję startową. Ponadto w trakcie kwalifikacji Kovalainen uderzył tyłem samochodu w bandę i zajął dziewiętnaste miejsce. Uwzględniając karę, do wyścigu startował z ostatniego, 22 miejsca. W trakcie wyścigu szybko awansował na wyższe pozycje, a dzięki dobrej strategii i awariom rywali ukończył Grand Prix Kanady na czwartej pozycji. Kovalainen przyznał, że na taki wynik złożyło się także szczęście i ustawienie samochodu tak, by osiągał wysokie prędkości na prostych. Kwalifikacje do Grand Prix Stanów Zjednoczonych fiński kierowca ukończył na szóstej pozycji. Na starcie Fin wyprzedził Kimiego Räikkonena, a później Nicka Heidfelda. Gdy poprzedzający go kierowcy zjechali na swoje pit-stopy, na 22 okrążeniu Kovalainen objął prowadzenie. Pięć okrążeń później zjechał na pit-stop i na tor wyjechał za Räikkonenem. Po awarii w samochodzie Nicka Heidfelda Kovalainen awansował na piąte miejsce i na takiej też pozycji ukończył wyścig. Kwalifikacje do Grand Prix Francji Kovalainen zakończył na szóstym miejscu. Na pierwszym okrążeniu wyścigu, w zakręcie Adelaide, Jarno Trulli opóźnił hamowanie i uderzył w tył samochodu Kovalainena, na skutek czego Fin wpadł i poślizg i uszkodził oponę; mimo to zdołał dojechać do boksów i wymienić oponę. W trakcie wyścigu zdołał wyprzedzić Takumę Sato i Adriana Sutila i ukończył go na piętnastym miejscu. W kwalifikacjach do Grand Prix Wielkiej Brytanii Kovalainen był siódmy. Podczas wyścigu, przed pierwszą rundą pit-stopów, kierowca miał problemy z oponami; ostatecznie finiszował na siódmym miejscu. W kwalifikacjach do Grand Prix Europy Kovalainen ponownie był siódmy, przy czym do szóstego Marka Webbera zabrakło mu 0,002 sekundy. Podczas deszczowego, chaotycznego wyścigu Kovalainen czterokrotne zjeżdżał na pit-stop i do mety dojechał na ósmym miejscu. Kwalifikacje do Grand Prix Węgier Fin ukończył na 12. miejscu. W wyścigu, dzięki dwupostojowej strategii Kovalainen zdołał zdobyć punkt za ósme miejsce (jego bezpośredni rywal, Mark Webber, trzykrotnie zjeżdżał na pit-stop). W kwalifikacjach do Grand Prix Turcji Kovalainen był siódmy. Wyścig ukończył pozycję wyżej. Sesję kwalifikacyjną do Grand Prix Włoch Fin zakończył na siódmym miejscu. Na siódmym miejscu finiszował także w wyścigu. Kwalifikacje do Grand Prix Belgii Kovalainen ukończył na dziesiątym miejscu, ale po karze nałożonej na Roberta Kubicę startował z dziewiątego miejsca. Przez większość wyścigu Kovalainen walczył z Kubicą o pozycję; walkę tę wygrał, dojeżdżając do mety na ósmym miejscu. W kwalifikacjach do Grand Prix Japonii Kovalainen był dwunasty, ale jako że karę przesunięcia o dziesięć miejsc do tyłu otrzymał Nico Rosberg, Fin startował z jedenastego miejsca. W trakcie wyścigu wielu kierowców miało problemy w deszczowych warunkach, na czym skorzystał Kovalainen, broniąc się przed Kimim Räikkönenem i dojeżdżając do mety na drugiej pozycji. Kwalifikacje do Grand Prix Chin kierowca Renault zakończył na 14. miejscu, ale do wyścigu startował pozycję wyżej z uwagi na karę nałożoną na Sebastiana Vettela. W pierwszej części wyścigu wyprzedził Jensona Buttona, ale sam został wyprzedzony przez Vettela, Rosberga czy Ralfa Schumachera. Na 27 okrążeniu doszło do kolizji Kovalainena z Rosbergiem, ale w samochodzie Fina nie doszło do poważnych uszkodzeń. Ostatecznie fiński kierowca finiszował na dziewiątym miejscu. Kwalifikacje do ostatniej eliminacji sezonu, Grand Prix Brazylii, Kovalainen zakończył na siedemnastym miejscu; w zakręcie 12 popełnił błąd, przez co stracił dużo czasu i nie awansował do Q2. W pierwszym zakręcie wyścigu doszło do kolizji Ralfa Schumachera i Heikkiego Kovalainena, w wyniku której w samochodzie Kovalainena pękła opona i Fin musiał zjechać do boksów. Na 36 okrążeniu Kovalainen w trzecim zakręcie wypadł z toru, uderzył tyłem samochodu w bandę i wycofał się z wyścigu.

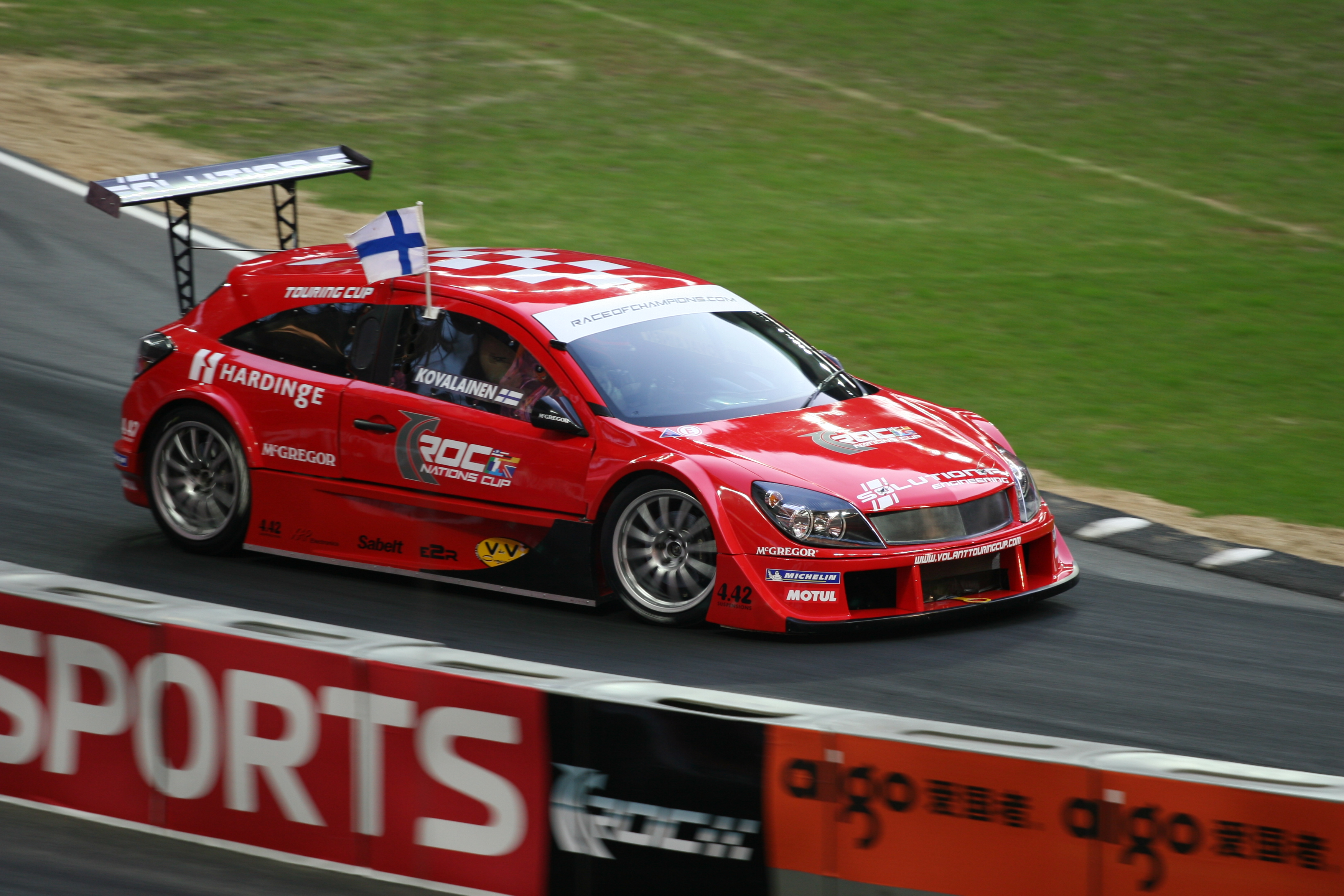
Heikki Kovalainen podczas Race of Champions 2007

Sezon 2007 Kovalainen zakończył z 30 punktami na siódmym miejscu z klasyfikacji generalnej kierowców. Jego partner z zespołu, Giancarlo Fisichella, sezon zakończył na ósmej pozycji, zdobywszy 21 punktów. Po dyskwalifikacji McLarena za udział w aferze szpiegowskiej Renault zostało sklasyfikowane na trzecim miejscu w klasyfikacji konstruktorów.
Czwartego listopada wystartował w maratonie w Nowym Jorku. Z czasem 3 godziny, 36 minut i 56 sekund został sklasyfikowany na 4571. miejscu, a w swojej grupie wiekowej uzyskał 592 lokatę.
16 grudnia wziął udział w Race of Champions. Reprezentując wraz z Marcusem Grönholmem Finlandię dotarli do finału Nations Cup, gdzie przegrali z Niemcami w składzie M. Schumacher-Vettel. W zawodach indywidualnych pokonał Sebastiana Vettela, ale w ćwierćfinale przegrał z Andy Priaulxem.

### 2008

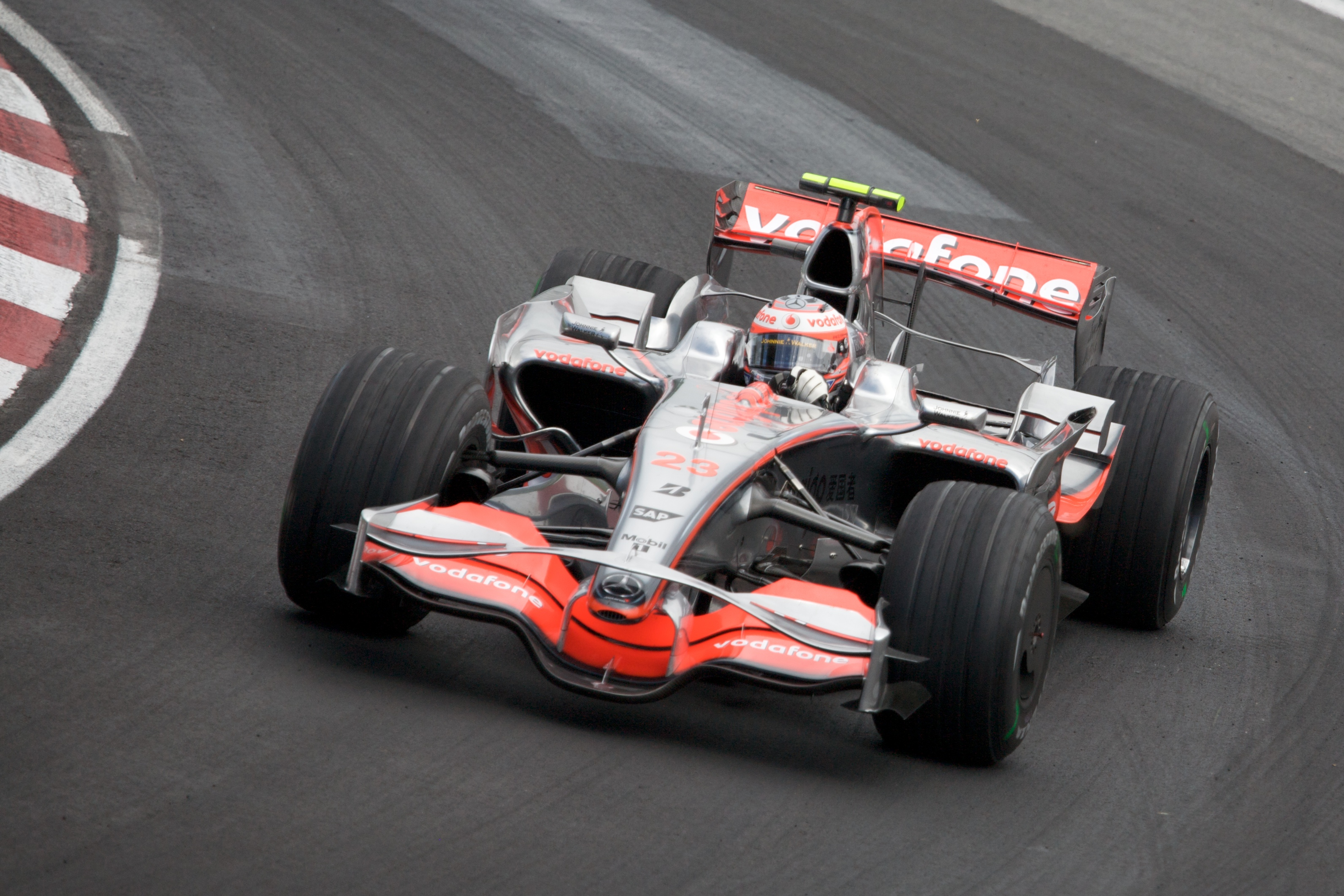
Heikki Kovalainen podczas Grand Prix Kanady 2008

W październiku 2007 Kovalainen zapewniał, że będzie kierowcą Formuły 1 w sezonie 2008. Pewność tę argumentował tym, iż jego zdaniem w trakcie sezonu 2007 podniósł swoje umiejętności. Wyrażał przy tym nadzieję, że zostanie w Renault. Jednakże niedługo potem media zaczęły łączyć Kovalainena z McLarenem, sugerując, że obok Sebastiana Vettela i Nico Rosberga może on być kandydatem do zastąpienia Fernando Alonso w brytyjskim zespole. 10 grudnia została zakończona współpraca między Renault i Kovalainenem. Media sugerowały wówczas, że usługami Kovalainena zainteresowane są McLaren oraz Toyota. 14 grudnia została potwierdzona informacja, że Heikki Kovalainen podpisał kontrakt z zespołem Vodafone McLaren Mercedes.
Kovalainen, podobnie jak Lewis Hamilton, pozytywnie wypowiadał się o McLarenie MP4-23. Ponadto Martin Whitmarsh i Ron Dennis zapewniali, że żaden z kierowców w zespole nie będzie faworyzowany. Kovalainen oświadczył także, iż dobrze czuje się w nowym zespole i że jego celem będzie zdobycie tytułu mistrzowskiego.

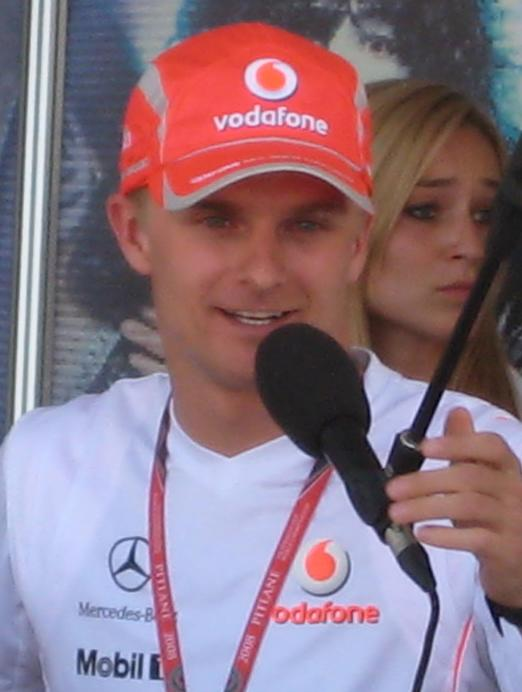
Heikki Kovalainen w 2008 roku

Pierwszą eliminacją sezonu 2008 było Grand Prix Australii. W kwalifikacjach Kovalainen był trzeci. Na pierwszym okrążeniu wyścigu wskutek kolizji odpadło pięciu kierowców. W wyścigu, który ukończyło sześciu kierowców, Kovalainen zajął piąte miejsce, ale przyznał, że mógł być wyżej, gdyby pod koniec zawodów nie wyjechał samochód bezpieczeństwa oraz gdyby przez przypadek nie wcisnął przycisku ogranicznika prędkości. Kovalainen był jednak autorem najszybszego okrążenia. W kwalifikacjach do Grand Prix Malezji Kovalainen uzyskał trzeci czas, ale za blokowanie Fernando Alonso i Nicka Heidfelda w trzeciej części kwalifikacji sędziowie nałożyli na niego karę przesunięcia pozycji startowej o pięć miejsc do tyłu. Już na początku wyścigu Fin wyprzedził Alonso, a po pierwszej rundzie postojów znalazł się także przed Hamiltonem, Webberem i Trullim. Po błędzie Felipe Massy Kovalainen wyprzedził Brazylijczyka i finiszował na trzecim miejscu. Kwalifikacje do Grand Prix Bahrajnu fiński kierowca ukończył na piątej pozycji. Takie też miejsce zajął w wyścigu, ustanawiając dodatkowo najszybszy czas okrążenia. W sesji kwalifikacyjnej do Grand Prix Hiszpanii Fin był szósty. Na 22 okrążeniu Kovalainen objął prowadzenie, ponieważ czołowi kierowcy wyścigu zjechali na pit-stopy. Chwilę później, na zakręcie Campsa, w McLarenie fińskiego kierowcy pękła przednia lewa opona i Kovalainen uderzył w barierę z opon. Fin został przewieziony do szpitala. Kovalainen doznał niewielkiego wstrząsu mózgu, ponadto skarżył się na ból głowy i szyi. Kierowca McLarena nie pamiętał wypadku, a pierwszą rzeczą, jaką zapamiętał po wypadku, było wybudzenie się w szpitalu. Przyczyną wypadku była wada produkcyjna felgi. Kovalainen zdołał przejść pomyślnie wszystkie badania medyczne przed Grand Prix Turcji i został dopuszczony do uczestnictwa w tej eliminacji. Kwalifikacje do Grand Prix Turcji Kovalainen ukończył na najwyższej do tej pory, drugiej pozycji. Tuż po starcie Fin walczył o pozycję z Kimim Räikkönenem i otarł się o jego Ferrari, przez co w samochodzie Kovalainena uszkodzeniu uległa opona; z tego powodu kierowca McLarena musiał zjechać do boksów na nieplanowany pit-stop. Kovalainen wrócił na tor na ostatnim miejscu, a wyścig ukończył ostatecznie na 12. miejscu. Szef McLarena, Martin Whitmarsh, powiedział, że gdyby nie incydent z Räikkönenem, Kovalainen wygrałby Grand Prix Turcji. W kwalifikacjach do Grand Prix Monako Fin był czwarty. Przed okrążeniem rozgrzewkowym w samochodzie Kovalainena zgasł silnik i Fin musiał startować z alei serwisowej. Wyścig ukończył na ósmej pozycji. Kwalifikacje do Grand Prix Kanady Fin ukończył z siódmym czasem. W trakcie wyścigu jego opony bardzo szybko się zużywały. Wyścig ukończył dwie pozycje niżej. Kwalifikacje do Grand Prix Francji Kovalainen ukończył na szóstym miejscu, ale sędziowie ukarali go za blokowanie Marka Webbera w Q1 i do wyścigu startował z dziesiątej pozycji. W wyścigu Fin był czwarty. Podczas Grand Prix Wielkiej Brytanii Kovalainen zdobył pierwsze w karierze pole position. Wyścig odbywał się w mokrych warunkach. Na dziewiątym okrążeniu Fin wpadł w poślizg i spadł na trzecie miejsce, za Kimiego Räikkönena. Na 27 okrążeniu Kovalainen wyprzedził Räikkönena, ale sam został wyprzedzony przez Nicka Heidfelda, ponadto sześć okrążeń później wyprzedził go także Robert Kubica. Ostatecznie w chaotycznym wyścigu fiński kierowca był piąty. Fin stwierdził, że miał problemy z oponami, które straciły przyczepność, czego przyczyną miał być jego styl jazdy. W kwalifikacjach do Grand Prix Niemiec Kovalainen był trzeci. Wyścig ukończył na piątej pozycji. 31 lipca szefostwo McLarena potwierdziło, że Kovalainen będzie reprezentował barwy tego zespołu w sezonie 2009. Po tej informacji Kovalainen stwierdził, że chciałby zostać w McLarenie do końca swojej kariery. Do Grand Prix Węgier Kovalainen startował z drugiego miejsca. Na starcie Fin spadł na trzecie miejsce, wyprzedzony przez Felipe Massę. Po pęknięciu opony w samochodzie Lewisa Hamiltona Kovalainen awansował na drugie miejsce. Trzy okrążenia przed metą w samochodzie Massy zepsuł się silnik, dzięki czemu Fin objął prowadzenie i wygrał wyścig. Stał się tym samym setnym kierowcą, który wygrał Grand Prix Formuły 1. W kwalifikacjach do Grand Prix Europy Kovalainen był piąty. Na starcie Kovalainen wyprzedził Kimiego Räikkönena, awansując tym samym na czwarte miejsce. Przez większość wyścigu Fin był czwarty i na takiej pozycji ukończył Grand Prix Europy. Kwalifikacje do Grand Prix Belgii Kovalainen ukończył z trzecim czasem. Na starcie wyścigu Kovalainen spadł o osiem pozycji. Na 11 okrążeniu kierowca McLarena spowodował kolizję z Markiem Webberem, za co sędziowie nałożyli na niego karę Drive Through. Na ostatnim okrążeniu wyścigu jadącemu na siódmym miejscu Kovalainenowi zepsuła się skrzynia biegów i Fin został sklasyfikowany na dziesiątej pozycji. Deszczowe kwalifikacje do Grand Prix Włoch Kovalainen ukończył jako drugi. Na starcie Fin obronił tę pozycję i podążał za liderującym Sebastianem Vettelem. Jednakże miał problemy z utrzymaniem odpowiedniej temperatury hamulców, a w początkowej fazie wyścigu również z oponami, przez co nie mógł dotrzymać tempa Vettelowi. Ostatecznie dojechał do mety jako drugi, za Vettelem. W kwalifikacjach do Grand Prix Singapuru Kovalainen był piąty. Na starcie wyścigu doszło do kontaktu Kovalainena z Kubicą, przez co Fin miał nieco uszkodzone podwozie i został wyprzedzony przez dwóch kierowców. W zakręcie 14 celowo rozbił się Nelson Piquet Jr., przez co na tor wyjechał samochód bezpieczeństwa. Przed wyjazdem samochodu bezpieczeństwa Kovalainen nie był na pit-stopie, a przepisy na 2008 rok zabraniały zjazdu do boksów, gdy na torze znajdował się samochód bezpieczeństwa. Wskutek tego po zjeździe samochodu bezpieczeństwa większość kierowców, w tym Kovalainen, zjechała do boksów; Fin czekał dodatkowo w kolejce za Lewisem Hamiltonem. Ponadto na skutek problemów z hamulcami w połowie wyścigu musiał je oszczędzać i wyścig ukończył na dziesiątym miejscu. W kwalifikacjach do Grand Prix Japonii Kovalainen zajął trzecią pozycję. Na siedemnastym okrążeniu wyścigu w samochodzie Fina zepsuł się silnik. Sesję kwalifikacyjną do Grand Prix Chin Kovalainen ukończył z piątym czasem. Na starcie awansował o jedno miejsce po wyprzedzeniu Fernando Alonso, później jednak Alonso odzyskał swoją pozycję. Na 35 okrążeniu w samochodzie jadącego na piątym miejscu Kovalainena pękła przednia prawa opona; Fin zdołał zjechać na pit-stop, a po powrocie na tor spadł na 15. miejsce. Na 50 okrążeniu uszkodzeniu uległ układ hydrauliczny i Kovalainen wycofał się z wyścigu. Kwalifikacje do ostatniej eliminacji sezonu, Grand Prix Brazylii, Kovalainen ponownie ukończył jako piąty. Na starcie Kovalainen został wyprzedzony przez Vettela i Alonso. Kovalainen planował odbyć dwa pit-stopy, ale pod koniec wyścigu zaczęło padać i Fin zdecydował się na założenie opon przeznaczonych na mokrą nawierzchnię. Przez ten manewr spadł z szóstego na ósme miejsce, ale na ostatnim okrążeniu awansował na siódmą pozycję.
Mistrzem świata został partner Kovalainena z zespołu, Lewis Hamilton. Kovalainen natomiast został sklasyfikowany na siódmym miejscu w klasyfikacji kierowców. W klasyfikacji konstruktorów McLaren zajął drugie miejsce, ustępując Ferrari.
Usprawiedliwienia w stosunkowo słabych wynikach Kovalainen szukał w odmiennym postępowaniu McLarena względem niego i Hamiltona. Fin w wywiadzie powiedział, że w Q3 z wyjątkiem Grand Prix Wielkiej Brytanii posiadał więcej paliwa od Brytyjczyka, często będąc najcięższym kierowcą z czołowej szóstki, co miało negatywne przełożenie na wyścig, tj. gorsze starty czy większe zużycie opon. Wcześniej powiedział również, że w sezonie 2009 może być znacznie mocniejszym rywalem dla Hamiltona.
W grudniu na zlecenie ExxonMobil zaprojektował swój wymarzony tor wyścigowy. Tor ten był połączeniem zakrętów z ulubionych torów Kovalainena, takich jak Monza, Silverstone czy Spa-Francorchamps.

### 2009
Samochody na sezon 2009 wskutek przepisów były znacznie zmienione pod względem aerodynamicznym. Regulamin wprowadzał również opony slick oraz system KERS. Samochodem zespołu McLaren był model McLaren MP4-24.

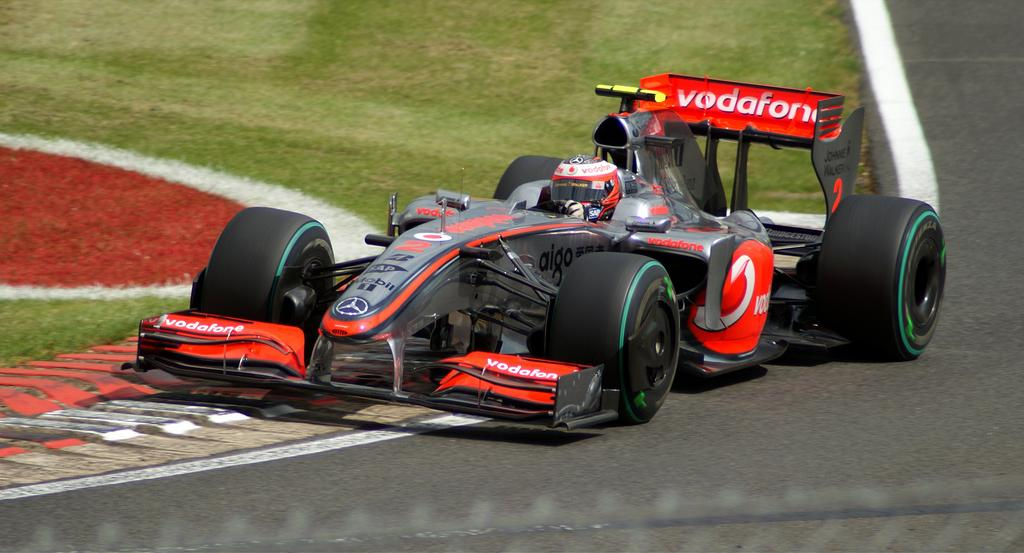
Heikki Kovalainen podczas Grand Prix Wielkiej Brytanii 2009

W kwalifikacjach do pierwszej eliminacji sezonu, Grand Prix Australii, Kovalainen był czternasty. Z wyścigu odpadł już na pierwszym zakręcie wskutek kolizji. Kwalifikacje do Grand Prix Malezji również ukończył jako czternasty. Pod koniec pierwszego okrążenia, jadąc za Hamiltonem, stracił kontrolę nad tyłem samochodu i wpadł w poślizg, kończąc wyścig. W sesji kwalifikacyjnej do Grand Prix Chin Kovalainen był dwunasty. Taktyka jednego pit-stopu pozwoliła zająć Finowi w wyścigu piąte miejsce. W kwalifikacjach do Grand Prix Bahrajnu fiński kierowca był jedenasty, a w wyścigu – dwunasty. Kwalifikacje do Grand Prix Hiszpanii Kovalainen zakończył z osiemnastym czasem. Po kolizji, która miała miejsce na pierwszym okrążeniu, awansował na jedenaste miejsce. Na ósmym okrążeniu wycofał się z wyścigu z powodu awarii skrzyni biegów. Podczas kwalifikacji do Grand Prix Monako po raz pierwszy w sezonie wszedł do Q3 i zakwalifikował się na siódmym miejscu. Na 52 okrążeniu wyścigu Fin popełnił błąd w okolicy basenu pływackiego, uderzając wpierw przodem, a następnie tyłem bolidu w bandę, i wycofując się z wyścigu. Kwalifikacje do Grand Prix Turcji Kovalainen zakończył z czternastym czasem. Wyścig także ukończył jako czternasty.

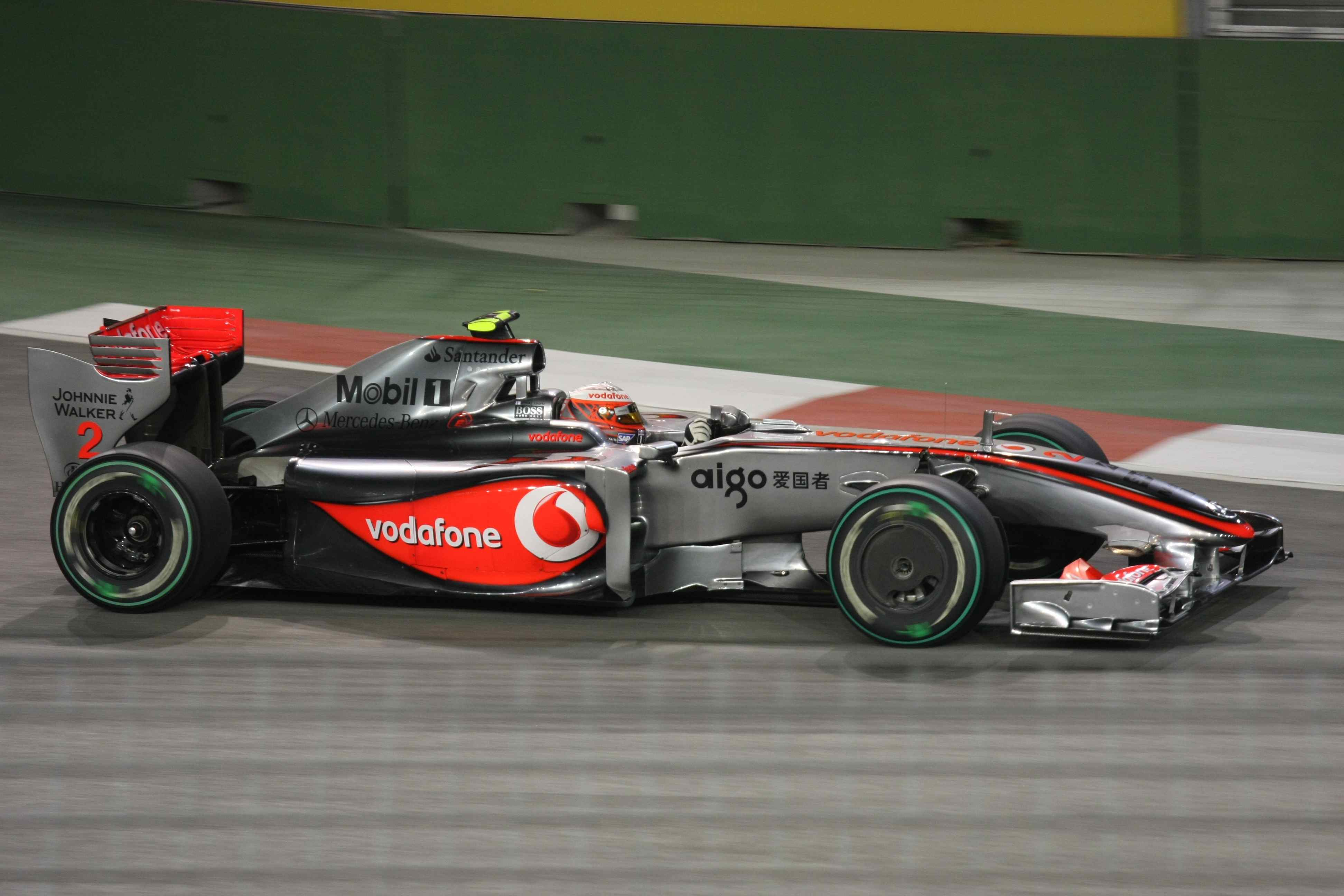
Heikki Kovalainen podczas Grand Prix Singapuru 2009

Po Grand Prix Turcji szef działu sportowego firmy Mercedes, Norbert Haug, powiedział, że jeżeli Kovalainen chce zostać kierowcą McLarena na sezon 2010, to musi poprawić swoje wyniki. Podobną opinię wyraził później Martin Whitmarsh.
W kwalifikacjach do Grand Prix Wielkiej Brytanii Kovalainen był trzynasty. Na 35 okrążeniu, podczas walki o pozycję, Sébastien Bourdais zaczepił przednim spojlerem o tył bolidu Kovalainena. Wskutek tego w McLarenie Fina pękła tylna opona, przez co musiał zjechać do boksów. Uszkodzenia w samochodzie były jednak na tyle duże, że na 37 okrążeniu Kovalainen wycofał się z wyścigu. Kwalifikacje do Grand Prix Niemiec fiński kierowca zakończył jako szósty. Fin dobrze wystartował i awansował na trzecią pozycję. Wyścig ukończył na ósmym miejscu. W kwalifikacjach do Grand Prix Węgier Kovalainen drugi raz z rzędu był szósty. Wyścig natomiast ukończył pozycję wyżej. Do Grand Prix Europy Kovalainen zakwalifikował się z drugim czasem, chociaż na swoim ostatnim okrążeniu w Q3 miał szansę na zdobycie pole position, jednak popełnił błąd pod koniec okrążenia. Po pierwszej serii zjazdów do boksów Kovalainen spadł za Rubensa Barrichello, a po drugiej – także za Räikkonena, kończąc wyścigu na czwartym miejscu. Kwalifikacje do Grand Prix Belgii Fin ukończył na piętnastej pozycji. Dzięki taktyce jednego pit-stopu Kovalainen dojechał do mety jako szósty. Do Grand Prix Włoch kierowca McLarena startował z czwartej pozycji. Na początku wyścigu Fin spadł na ósme miejsce, ale finiszował ostatecznie na szóstej pozycji. W kwalifikacjach do Grand Prix Singapuru Kovalainen był dziesiąty, ale ze względu na przesunięcie pozycji startowych Rubensa Barrichello i Nicka Heidfelda startował z ósmego miejsca. W wyścigu finiszował pozycję wyżej. Sesję kwalifikacyjną do Grand Prix Japonii Kovalainen zakończył na dziewiątym miejscu. Po kwalifikacjach w jego samochodzie wymieniono skrzynię biegów, za co regulamin przewidywał karę przesunięcia miejsca startowego o pięć w dół. Jednak w związku z faktem, iż inni rywale startujący tuż za Kovalainenem (Sébastien Buemi i Fernando Alonso) również zostali ukarani, Kovalainen startował do wyścigu z jedenastej pozycji. Na takim samym miejscu Fin ukończył wyścig. Podczas kwalifikacji do Grand Prix Brazylii Kovalainen nie awansował do Q2 i do wyścigu startował z szesnastego miejsca. Podczas wyścigu, za pierwszym zakrętem, doszło do kontaktu między Fisichellą i Kovalainenem, ale Włoch i Fin (którego samochód obróciło) mogli kontynuować jazdę. Na pierwszym okrążeniu Kovalainen zjechał na pit-stop. Kovalainen ruszył ze swojego stanowiska serwisowego z przyczepionym wężem do tankowania, wyrywając go z dystrybutora. Spowodowało to rozlanie paliwa na pas serwisowy i nadjeżdżającego Räikkönena, które to paliwo zapaliło się; ogień jednak ugasili mechanicy zespołu Brawn GP. Tymczasem Kovalainenowi odczepiono wąż i Fin kontynuował wyścig. Zawody fiński kierowca ukończył jako dziewiąty. Jednakże za incydent w boksach sędziowie ukarali Kovalainena karą doliczenia 25 sekund do końcowego rezultatu i Fin został sklasyfikowany na dwunastym miejscu. W kwalifikacjach do ostatniej eliminacji sezonu, Grand Prix Abu Zabi, Kovalainen był trzynasty, ale został przesunięty o pięć pozycji na starcie wyścigu za wymianę skrzyni biegów po kwalifikacjach. W wyścigu Fin jechał na jeden postój. Grand Prix Abu Zabi Kovalainen ukończył na jedenastym miejscu.
Z 22 punktami wywalczonymi w trakcie sezonu Kovalainen został sklasyfikowany na dwunastym miejscu w klasyfikacji kierowców. Lewis Hamilton był piąty, uzyskawszy 49 punktów. McLaren ukończył sezon na trzecim miejscu w klasyfikacji konstruktorów.

### 2010
18 listopada 2009 roku ogłoszono, że posadę Kovalainena w McLarenie zajmie Jenson Button. Media spekulowały, że Kovalainen może trafić do Renault, Toyoty, Force India, bądź któregoś z zespołów debiutujących w sezonie 2010: Lotusa lub Virgin. 14 grudnia 2009 roku podano do wiadomości, że Fin wraz z Jarno Trullim został kierowcą Lotus Racing. Samochodem Lotusa na sezon 2010 był model T127 napędzany silnikiem Cosworth. Osiem dni po prezentacji samochodu Kovalainen stwierdził, że modelowi T127 brakuje docisku aerodynamicznego, a na początku marca powiedział, że Lotus T127 jest gorszym bolidem od Minardi PS03. W lipcu 2010 roku przyznał jednak, że w Lotusie czuje się znacznie bardziej komfortowo, niż w McLarenie.

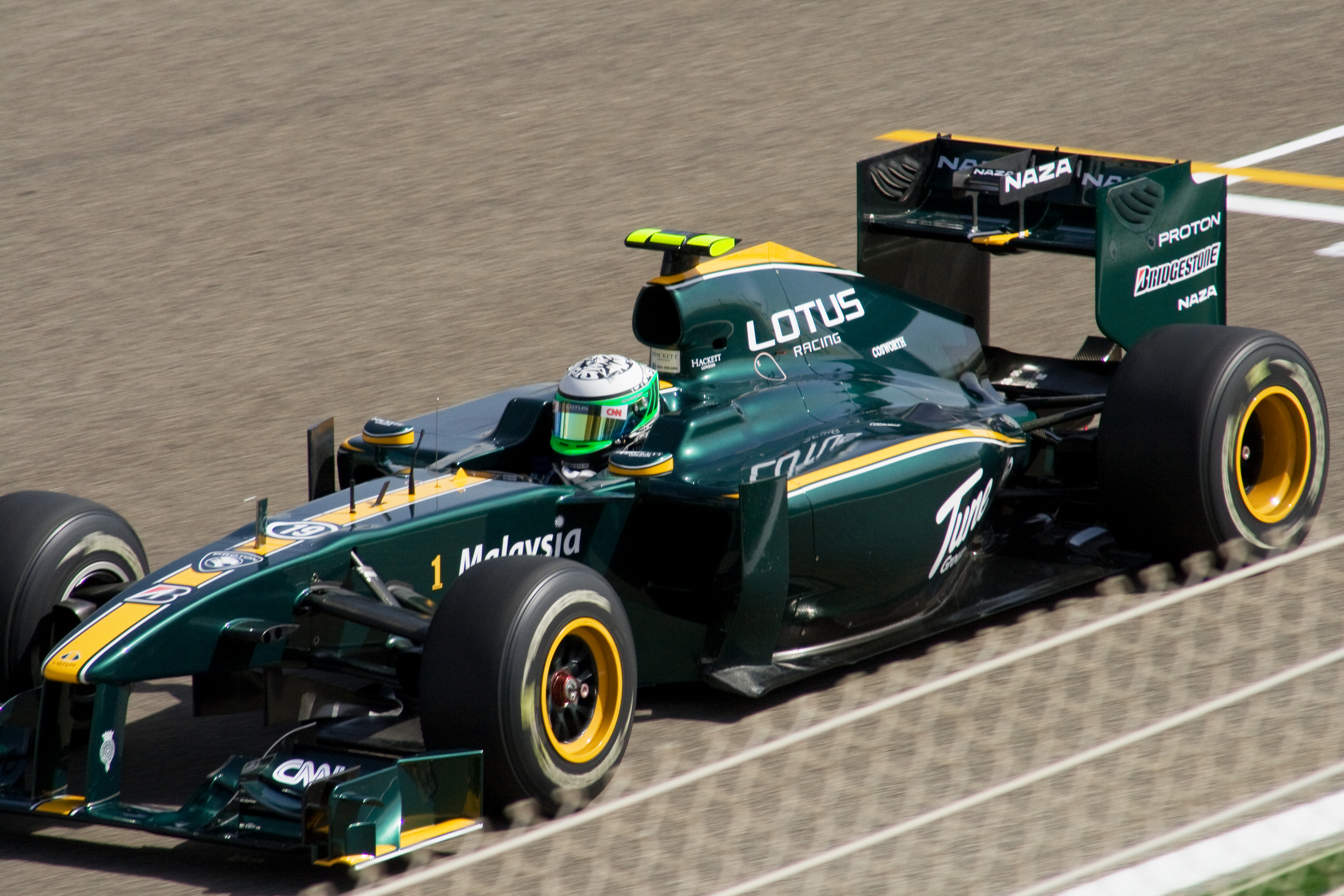
Heikki Kovalainen podczas Grand Prix Bahrajnu 2010

W kwalifikacjach do Grand Prix Bahrajnu Kovalainen był 21 ze stratą ponad pięciu sekund do pierwszego w Q1 Sebastiana Vettela. W wyścigu był najlepszy spośród wszystkich kierowców nowych zespołów, dojeżdżając do mety na piętnastym miejscu. Kwalifikacje do Grand Prix Australii Kovalainen ukończył na dziewiętnastej pozycji, a wyścig – na trzynastej. Podczas deszczowych kwalifikacji do Grand Prix Malezji Kovalainen wszedł do Q2 i ukończył je na 15. miejscu. Na starcie Fin spadł na 21. miejsce. Na 11 okrążeniu wyścigu Kovalainen podjął próbę wyprzedzenia Lucasa Di Grassiego, podczas której doszło do kontaktu tych kierowców. Na jego skutek w samochodzie Kovalainena pękła tylna opona, ale Fin zdołał wolno dojechać do boksów, gdzie wymieniono koła. Na 18 okrążeniu kierowca Lotusa ponownie zjechał do alei serwisowej, a jego samochód został zepchany do garażu. Fin zdołał później powrócić do wyścigu, chociaż miał już dziewięć okrążeń straty do lidera. Ostatecznie w wyścigu był osiemnasty, ale ze względu na przejechanie mniej niż 90% dystansu wyścigu nie został sklasyfikowany. Kwalifikacje do Grand Prix Chin Kovalainen ukończył z 21 czasem. W wyścigu był czternasty, wyprzedzając między innymi kierowcę Williamsa, Nico Hülkenberga, który sześciokrotnie był w boksach. W kwalifikacjach do Grand Prix Hiszpanii Kovalainen był dwudziesty. Przed startem Kovalainen miał jednak problem ze skrzynią biegów i nie wziął udziału w wyścigu. Kwalifikacje do Grand Prix Monako Fin ukończył jako 18. Na 59 okrążeniu Kovalainen wycofał się z wyścigu na skutek awarii układu kierowniczego. W kwalifikacjach do Grand Prix Turcji Fin był 20. Na 34 okrążeniu wyścigu Kovalainen wycofał się na skutek problemów z układem hydraulicznym. Kwalifikacje do Grand Prix Kanady Kovalainen ukończył jako dziewiętnasty. Po pit-stopach niektórych kierowców Kovalainen na szóstym okrążeniu jechał na szóstej pozycji, ale ostatecznie ukończył wyścig na szesnastym miejscu. Sesję kwalifikacyjną do Grand Prix Europy Fin zakończył na dwudziestym miejscu. Na 9 okrążeniu Mark Webber, który odbył już swój pierwszy pit-stop, próbował wyprzedzić Kovalainena. Australijczyk na prostej wjechał w tył samochodu Fina i wzbił się w powietrze, odbijając się od toru do góry kołami, po czym lądując na kołach i wbijając się w ścianę z opon. Kovalainen tymczasem stracił kontrolę nad pojazdem i uderzył w bandę. Żaden z kierowców nie poniósł obrażeń. W kwalifikacjach do Grand Prix Wielkiej Brytanii Kovalainen był dziewiętnasty. Wyścig ukończył na siedemnastej pozycji. Kwalifikacje do Grand Prix Niemiec Fin ponownie ukończył z dziewiętnastym czasem. Na 57 okrążeniu wyścigu Kovalainena próbował zdublować Pedro de la Rosa, ale doszło do kontaktu między tymi kierowcami; uszkodzenia w samochodzie Fina okazały się na tyle poważne, że wycofał się z wyścigu. W kwalifikacjach do Grand Prix Węgier Kovalainen był dwudziesty, ale po karze nałożonej na Kamuiego Kobayashiego startował z dziewiętnastej pozycji. W wyścigu Kovalainen był czternasty. W odbywających się w zmiennych warunkach kwalifikacjach do Grand Prix Belgii Kovalainen był szesnasty, ale kary nałożone na Sébastiena Buemiego i kierowców Mercedesa oznaczały, że do wyścigu Fin startował z trzynastej pozycji. Na początku wyścigu Kovalainen zjechał wymienić opony na przeznaczone na mokrą nawierzchnię, jednak była to błędna decyzja i dwa okrążenia później Fin jeszcze raz zjechał na pit-stop, wymienić opony na slicki. Ostatecznie Kovalainen ukończył wyścig na szesnastym miejscu. Kwalifikacje do Grand Prix Włoch Kovalainen zakończył jako dziewiętnasty, ale na Witalija Pietrowa nałożono karę, dzięki której Fin zyskał jedno miejsce. W wyścigu Kovalainen był osiemnasty. W kwalifikacjach do Grand Prix Singapuru kierowca Lotusa był dziewiętnasty. Na 59 okrążeniu Fin zderzył się z Buemim, co wznieciło ogień we wlocie powietrza i spowodowało pożar samochodu. Kovalainen nie chcąc stwarzać niebezpieczeństwa jechał płonącym samochodem aż do prostej startowej, gdzie się zatrzymał, pożyczył gaśnicę od pracownika Williamsa i sam ugasił samochód. Fin został sklasyfikowany na szesnastym miejscu. Kwalifikacje do Grand Prix Japonii Kovalainen ukończył z dwudziestym czasem. W wyścigu był dwunasty, co stanowi najlepszy rezultat podczas jego startów w Lotusie. W kwalifikacjach do debiutującego w kalendarzu Formuły 1 Grand Prix Korei Południowej fiński kierowca był 21. Wyścig, obejmujący między innymi kolizję z Sébastianem Buemim oraz karę za przekroczenie dozwolonej prędkości w alei serwisowej, Kovalainen ukończył jako trzynasty. Sesję kwalifikacyjną do Grand Prix Brazylii Fin zakończył z dwudziestym pierwszym czasem; po nałożeniu kary na Adriana Sutila startował z dwudziestego miejsca. W wyścigu był osiemnasty. Kwalifikacje do ostatniej eliminacji sezonu 2010, Grand Prix Abu Zabi, Kovalainen ukończył na 20. miejscu. W wyścigu finiszował jako siedemnasty.
Po dwuletniej przerwie pod koniec listopada wystartował w Race of Champions. W trakcie pojedynku z Sébastienem Loebem lekko uderzył swoim Audi R8 w zewnętrzną bandę, przez co uszkodził prawe tylne zawieszenie; mimo to minął metę. Gdy Kovalainen chciał zahamować przed pierwszym zakrętem, jego samochód skręcił w wewnętrzną ruchomą barierę, obrócił się i uderzył mocno w zewnętrzną bandę. Kovalainen przyznał, że na skutek tego wypadku na chwilę stracił przytomność. Fin postanowił wycofać się z dalszego uczestnictwa w zawodach. Późniejsze badania wykazały, że doznał ciężkiego wstrząśnienia mózgu.
Moment ugaszenia pożaru Lotusa T127 przez Kovalainena podczas Grand Prix Singapuru został wybrany przez „Autosport” jako Moment Roku.
W sezonie 2010 Formuły 1 Kovalainen nie uzyskał punktów, podobnie jak zespołowy kolega, Jarno Trulli, ale został sklasyfikowany na dwudziestym miejscu w klasyfikacji kierowców. W klasyfikacji konstruktorów Lotus zajął natomiast dziesiąte, najwyższe miejsce spośród nowych konstruktorów.

### 2011
Przed sezonem 2011 Lotus Racing zmienił nazwę na Team Lotus, co później doprowadziło do sporu o nazwę Lotus. Ponadto w modelu T128 skrzynie biegów Xtrac zastąpiono skrzyniami biegów produkcji Red Bulla, a silniki Coswortha – silnikami Renault.

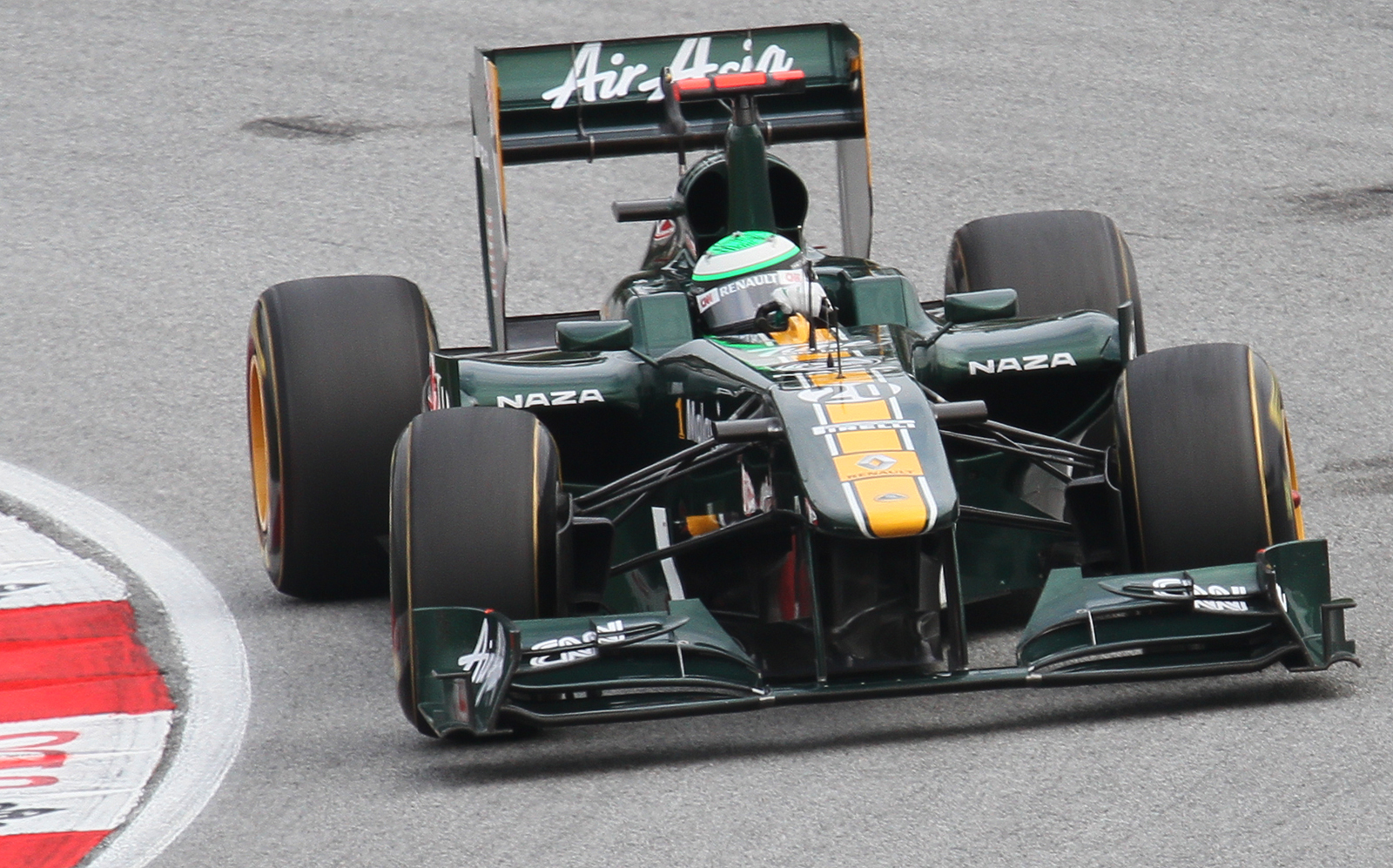
Heikki Kovalainen podczas Grand Prix Malezji 2011

W kwalifikacjach do Grand Prix Australii Kovalainen był dziewiętnasty. Z wyścigu wycofał się na dwudziestym okrążeniu z powodu wycieków wody. Kwalifikacje do Grand Prix Malezji Fin ukończył na 19 pozycji. W wyścigu był piętnasty ze stratą 0,415 sekundy do poprzedzającego Jaime Alguersuariego. Sesję kwalifikacyjną do Grand Prix Chin zakończył z dziewiętnastym czasem. W wyścigu był szesnasty. Kwalifikacje do Grand Prix Turcji zakończył jako osiemnasty. W wyścigu był dziewiętnasty. Podczas kwalifikacji do Grand Prix Hiszpanii wszedł do Q2, a ostatecznie zajął w sesji piętnaste miejsce. Na 50 okrążeniu wyścigu Fin wypadł z toru, uderzył w bandę i wycofał się z wyścigu. Kwalifikacje do Grand Prix Monako zakończył jako osiemnasty. W wyścigu natomiast był czternasty. W kwalifikacjach do Grand Prix Kanady był dwudziesty. Wyścigu jednak nie ukończył; na 29 okrążeniu w jego samochodzie zepsuła się skrzynia biegów. Wyścig o Grand Prix Europy, tak jak kwalifikacje, ukończył jako 19. W kwalifikacjach do Grand Prix Wielkiej Brytanii wszedł do Q2 i ukończył je na siedemnastej pozycji. Jednak już na trzecim okrążeniu wyścigu fiński kierowca wycofał się, ponieważ w jego samochodzie doszło do uszkodzenia skrzyni biegów (utrata czwartego biegu). Kwalifikacje do Grand Prix Niemiec ukończył z dziewiętnastym czasem. Wyścig natomiast zakończył na szesnastej pozycji. Sesję kwalifikacyjną do Grand Prix Węgier ukończył na dziewiętnastym miejscu. Podczas wyścigu, na 56 okrążeniu, wycofał się z powodu wycieków wody. W kwalifikacjach do Grand Prix Belgii wszedł do Q2 i startował z 17 miejsca. W wyścigu był piętnasty. Do Grand Prix Włoch zakwalifikował się na dwudziestej pozycji. Wyścig ukończył jako trzynasty. W kwalifikacjach do Grand Prix Singapuru Kovalainen był dziewiętnasty. Wyścig ukończył na szesnastym miejscu. Kwalifikacje do Grand Prix Japonii Fin zakończył jako osiemnasty; tę samą pozycję zajął w wyścigu. W kwalifikacjach do Grand Prix Korei Południowej Kovalainen był dziewiętnasty. W wyścigu dojechał do mety na czternastej pozycji, wyprzedzając między innymi obu kierowców zespołu Sauber. Kwalifikacje do debiutującego w cyklu Formuły 1 Grand Prix Indii Fin ukończył na dziewiętnastym miejscu; po karze nałożonej na Sergio Péreza startował pozycję wyżej. W wyścigu Kovalainen był czternasty. Do Grand Prix Abu Zabi kierowca Lotusa zakwalifikował się jako osiemnasty, ale z uwagi na karę nałożoną na Pastora Maldonado startował z siedemnastego miejsca. W wyścigu również zajął siedemnastą lokatę. Kwalifikacje do Grand Prix Brazylii Kovalainen ukończył na dziewiętnastej pozycji. W wyścigu był szesnasty.
W klasyfikacji generalnej kierowców Kovalainen był dwudziesty drugi (bez punktów). Jarno Trulli zajął dwudzieste pierwsze miejsce, a zastępujący Trullego podczas Grand Prix Niemiec Karun Chandhok – dwudzieste ósme. Podobnie jak w sezonie 2010, Lotus zakończył zmagania w klasyfikacji konstruktorów na dziesiątym miejscu, nie uzyskawszy punktów.
Martin Brundle stwierdził, że Kovalainen był w sezonie 2011 dla Lotusa źródłem energii i motywacji. Brundle podkreślił fakt, że Kovalainen trzykrotnie dostał się do Q2 i że na pierwszym okrążeniu wyścigu w ciągu całego sezonu wyprzedził ponad 30 samochodów.

### 2012
Kovalainen nie zmienił zespołu na sezon 2012. Wskutek sporu z Grupą Lotus Team Lotus zmienił jednak przed sezonem nazwę na Caterham F1 Team. W zespole tym Kovalainen zarabiał 4 miliony euro rocznie.

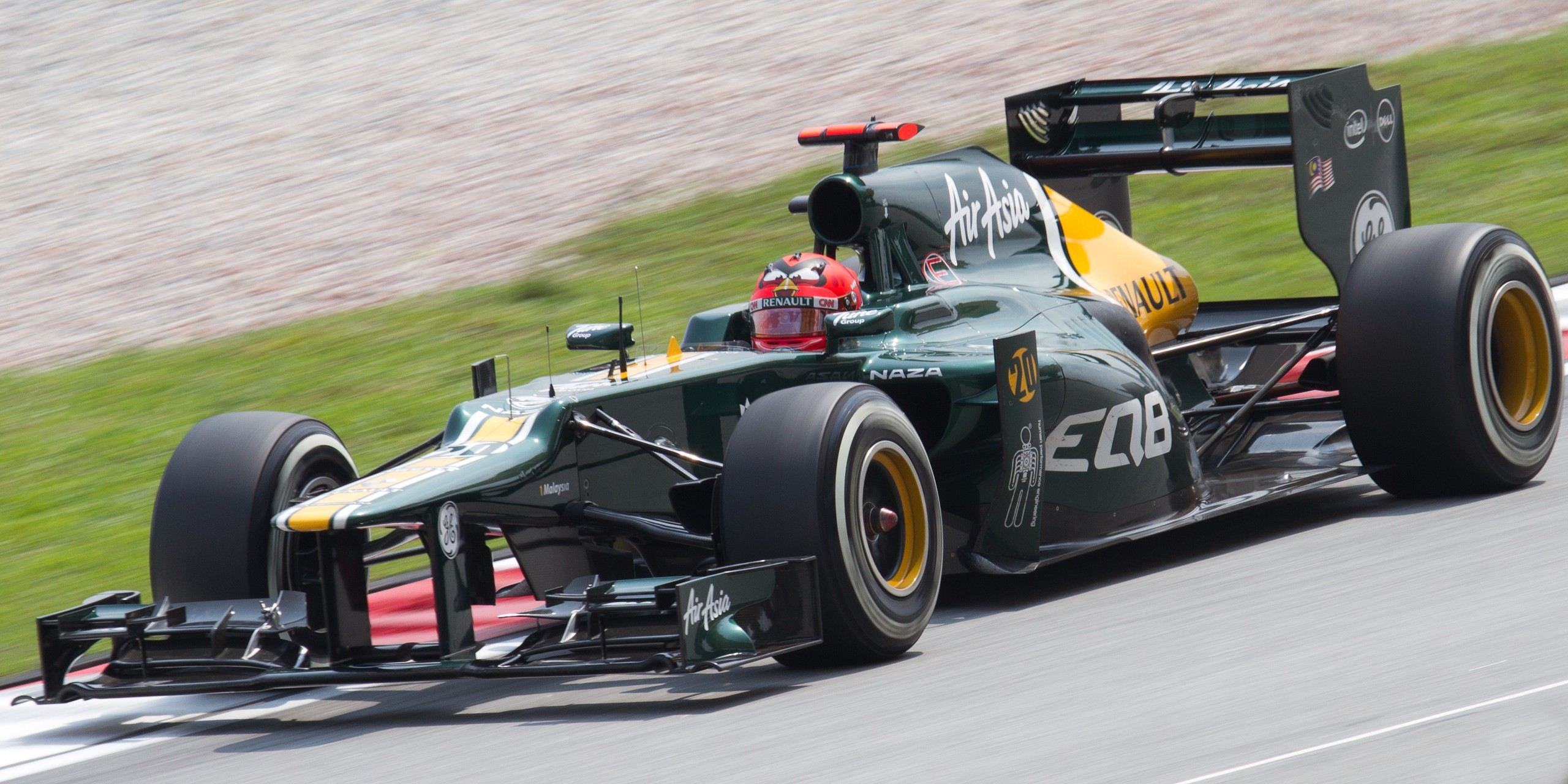
Heikki Kovalainen podczas Grand Prix Malezji 2012

Bolid zespołu, Caterham CT01, nadal używał jednostek napędowych Renault. W samochodzie, w porównaniu do poprzednika, zamontowany został system KERS. Zespołowym partnerem Kovalainena został Witalij Pietrow.
W kwalifikacjach do Grand Prix Australii zajął 19. miejsce, ale po karze, którą otrzymał Sergio Pérez, startował z pozycji wyżej. Na szóstym okrążeniu wyścigu w samochodzie Fina przestał działać system DRS. Po 38 okrążeniach Fin wycofał się z powodu uszkodzenia zawieszenia. Po Grand Prix Australii za wyprzedzenie dwóch kierowców podczas neutralizacji Fin został ukarany przesunięciem o pięć miejsc startowych w Grand Prix Malezji. Wskutek tego, mimo zakwalifikowania się do Grand Prix Malezji na dziewiętnastej pozycji, do wyścigu startował z ostatniego, 24 miejsca. W przerwanym na godzinę z powodu opadów deszczu wyścigu był osiemnasty. Sesję kwalifikacyjną do Grand Prix Chin ponownie zakończył z dziewiętnastym czasem. Jean-Éric Vergne startował jednak z alei serwisowej, co umożliwiło Kovalainenowi start pozycję wyżej. W trakcie wyścigu awansował na szesnastą pozycję, ale około trzydziestego okrążenia tylna prawa część jego samochodu zaczęła się dziwnie zachowywać, w efekcie czego Kovalainen zjechał na nieplanowany pit-stop. W trakcie całego wyścigu Kovalainen był w boksach czterokrotnie, a jego ostatni pit-stop trwał prawie półtorej minuty. Ostatecznie Fin ukończył wyścig na ostatniej, 23 pozycji. Podczas kwalifikacji do Grand Prix Bahrajnu po raz pierwszy w sezonie wszedł do Q2, gdzie uzyskał 16 czas. Na starcie wyścigu Kovalainen zetknął się z samochodem jadącym za nim, przebił tylną lewą oponę i był zmuszony zjechać do boksów. Ostatecznie ukończył zawody na siedemnastej pozycji. Sesję kwalifikacyjną do Grand Prix Hiszpanii zakończył na dwudziestym miejscu. Jednakże kara, jaką sędziowie nałożyli na Lewisa Hamiltona (niewystarczająca ilość paliwa w Q3 i związane z tym przesunięcie na ostatnie pole startowa) spowodowała, że Kovalainen do wyścigu startował z dziewiętnastej pozycji. W wyścigu był szesnasty. Do Grand Prix Monako startował z siedemnastego miejsca. Na starcie Kovalainen awansował na trzynaste miejsce po tym, gdy Romain Grosjean miał wypadek i spowodował zamieszanie. Fin w trakcie całego wyścigu utrzymywał się przed Jensonem Buttonem, który nie był w stanie go wyprzedzić. Pod koniec wyścigu Kovalainen został wyprzedzony przez Sergio Péreza; w tym czasie uszkodził przedni spojler i zjechał na jego wymianę do boksów, ale zawody ukończył na trzynastym miejscu. W kwalifikacjach do Grand Prix Kanady był osiemnasty, ale do wyścigu wskutek kary nałożonej na Pastora Maldonado startował z siedemnastego miejsca. Wyścig ukończył jedną pozycję niżej. W trakcie kwalifikacji do Grand Prix Europy wszedł do Q2; kwalifikacje ukończył na szesnastym miejscu, pokonując obu kierowców Toro Rosso. Na starcie spadł na 19. miejsce, ponadto wkrótce później w jego samochodzie wystąpiły problemy z systemem KERS. W połowie wyścigu Jean-Éric Vergne przy próbie wyprzedzenia Fina uderzył w niego, przez co Kovalainen musiał zjechać na nieplanowany pit-stop i ukończył wyścig jako czternasty. Do następnego wyścigu – o Grand Prix Wielkiej Brytanii – Fin startował z 19 miejsca. W wyścigu był siedemnasty. W kwalifikacjach do Grand Prix Niemiec Kovalainen zajął 19. miejsce, ale po karach nałożonych na trzech kierowców startował z 16 miejsca. W wyścigu doświadczył problemów z oponami i ukończył rywalizację jako dziewiętnasty. Sesję kwalifikacyjną do Grand Prix Węgier fiński zawodnik zakończył na 19. miejscu. Po pierwszym okrążeniu Kovalainen był szesnasty, a wyścig ukończył ostatecznie jako siedemnasty. Do Grand Prix Belgii Fin startował z 18 miejsca. Po starcie awansował na 10. miejsce, ale po zakończeniu neutralizacji spadł na dalsze pozycje. W dalszej części wyścigu obróciło jego samochód, przez co stracił kilka miejsc, a po pit-stopie zderzył się z samochodem HRT i był zmuszony zjechać na wymianę spojlera. Na kilka okrążeń przed metą ponownie obrócił pojazd i ukończył wyścig jako siedemnasty. W trakcie kwalifikacji do Grand Prix Włoch Kovalainen zajął 18. miejsce, ale po karze nałożonej na Pastora Maldonado startował z 17 pozycji. Wyścig ukończył jako czternasty. Do wyścigu o Grand Prix Singapuru Kovalainen startował z 19 miejsca. W trakcie wyścigu, podczas wyjazdu samochodu bezpieczeństwa, zespół popełnił taktyczny błąd, nie nakazując Finowi zjazdu na zmianę opon, przez co ukończył on wyścig na piętnastym miejscu, trzy pozycje za Timo Glockiem z konkurującej bezpośrednio z Caterhamem Marussi. W Grand Prix Japonii był piętnasty, startując z 17 miejsca. Do Grand Prix Korei Południowej startował jako dziewiętnasty. Wyścig ukończył na 17. miejscu, za Witalijem Pietrowem. Sesję kwalifikacyjną do Grand Prix Indii ukończył na 20. miejscu. W trakcie wyścigu zepsuł mu się system KERS i ponownie wyścig ukończył za Pietrowem, na 18. miejscu. W kwalifikacjach do Grand Prix Abu Zabi Fin był dziewiętnasty, ale po karze nałożonej na Sebastiana Vettela startował z 18 miejsca. Wyścig ukończył na trzynastym miejscu. Sesję kwalifikacyjną do Grand Prix Stanów Zjednoczonych Kovalainen zakończył na 22. miejscu, okazując się lepszym tylko od kierowców HRT. W wyścigu zajął 18 pozycję. Sesję kwalifikacyjną do Grand Prix Brazylii zakończył na 20. miejscu, a w wyścigu zajął 14. miejsce.
W sezonie 2012 Kovalainen nie zdobył punktów i został sklasyfikowany na 22. miejscu, podczas gdy Witalij Pietrow ukończył sezon na 19. miejscu. Caterham zajął dziesiąte miejsce w klasyfikacji konstruktorów.

### 2013
W trakcie sezonu 2012 pojawiły się plotki łączące Kovalainena z takimi zespołami, jak Sauber, Ferrari, McLaren czy Lotus. Kovalainen nie został jednak kierowcą żadnego z tych zespołów, ponadto z jego usług zrezygnował Caterham, ponieważ nowymi kierowcami malezyjskiego zespołu zostali Charles Pic i Giedo van der Garde. Fin nie trafił także do zespołu Marussia mimo faktu, że chciał mu w tym pomóc Martin Whitmarsh, i na sezon 2013 pozostał bez posady w Formule 1.
Przed Grand Prix Bahrajnu Kovalainen wrócił do Caterhama w charakterze kierowcy rezerwowego. Caterhamem CT03 brał udział już w pierwszym piątkowym treningu do Grand Prix Bahrajnu. Przejechał wówczas 20 okrążeń i z czasem 1:38,401 zajął 20. miejsce ze stratą 3,914 sekundy do pierwszego Felipe Massy, okazując się lepszym od obu kierowców Marussi, ale będąc o 0,551 sekundy wolniejszym od Charlesa Pika.
Kovalainen wziął udział również w pierwszym treningu do Grand Prix Hiszpanii, gdzie w zmiennych warunkach pokonał 14 okrążeń i ustalił swój najlepszy czas na poziomie 1:28,373, co dało mu 16. miejsce. Czas Fina był o 3,121 sekundy gorszy od pierwszego Fernando Alonso, ale o 0,227 sekundy lepszy od drugiego kierowcy Caterhama, Giedo van der Garde.
Pod koniec czerwca pojawiły się pogłoski, jakoby Kovalainen w sezonie 2013 lub 2014 miał powrócić do Caterhama jako kierowca etatowy, zastępując van der Garde. Holender zapewnił, że nie zostanie zastąpiony przez Kovalainena w 2013 roku.

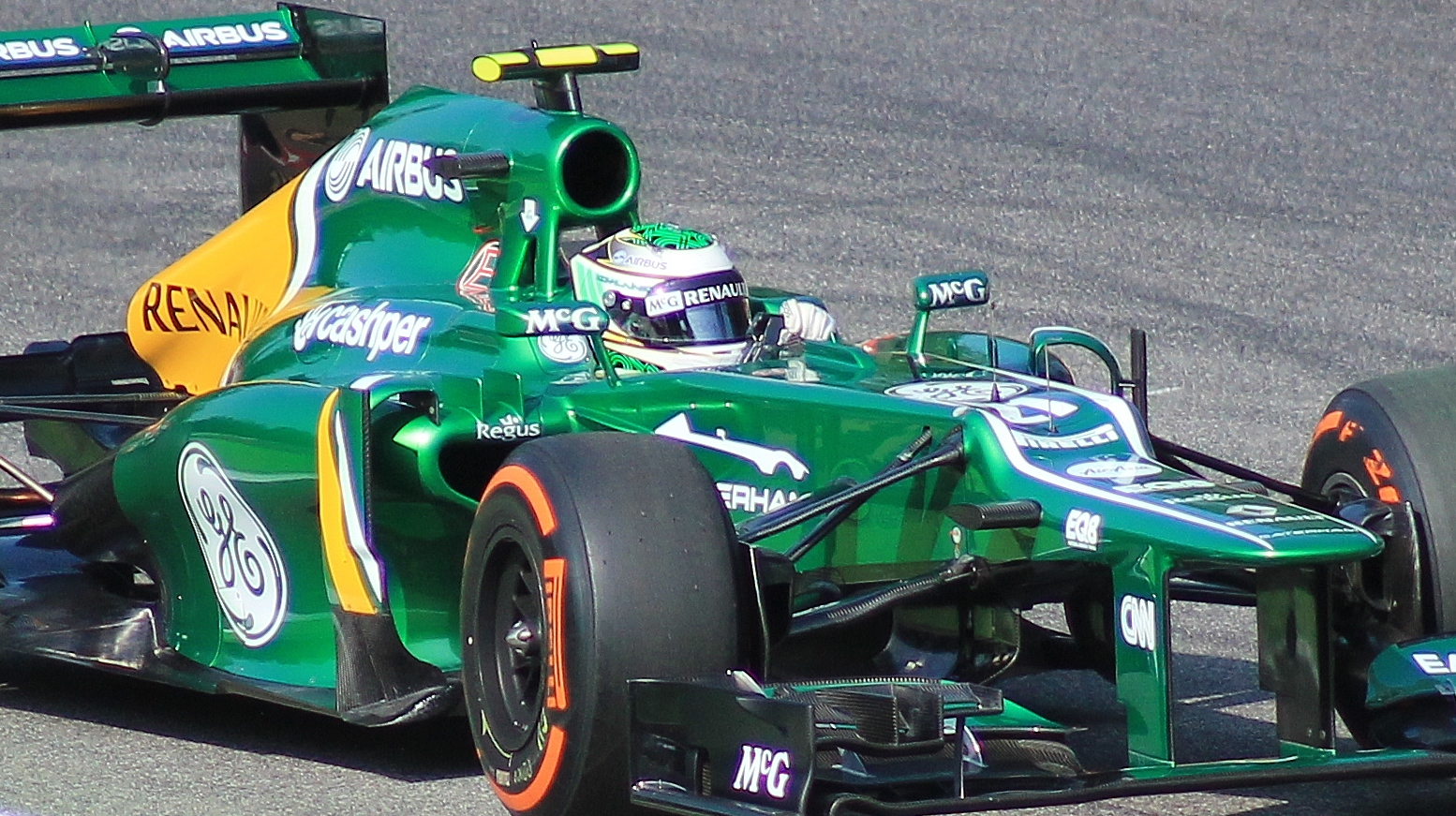
Heikki Kovalainen podczas Grand Prix Włoch 2013

Kovalainen powrócił w charakterze kierowcy testowego podczas Grand Prix Belgii oraz Grand Prix Włoch. Podczas deszczowego pierwszego treningu do Grand Prix Belgii Kovalainen z czasem 1:57,821 był szesnasty, 0,066 sekundy przed van der Garde, a 2,623 sekundy za pierwszym Fernando Alonso. Pierwszy trening do Grand Prix Włoch zakończył natomiast na przedostatnim, 21. miejscu, tracąc 0,374 s do Charlesa Pika oraz 2,627 s do pierwszego Lewisa Hamiltona.
W pierwszym treningu do Grand Prix Japonii Kovalainen zajął 19. miejsce, tracąc 3,438 sekundy do Lewisa Hamiltona. Fin miał przewagę 0,430 sekundy nad Giedo van der Garde. Natomiast w pierwszym treningu do Grand Prix Abu Zabi Kovalainen stracił do Charlesa Pika 0,070 sekundy, a jego strata do pierwszego Romaina Grosjeana wyniosła 3,429 sekundy.
Ze względu na operację kręgosłupa regularny kierowca Lotus F1, Kimi Räikkönen, opuścił dwie ostatnie eliminacje sezonu 2013 – Grand Prix Stanów Zjednoczonych i Grand Prix Brazylii. Kandydatami do zastąpienia Räikkönena byli między innymi Davide Valsecchi, Nico Hülkenberg, Michael Schumacher i Heikki Kovalainen. Jako zastępcę Räikkönena Lotus wybrał ostatecznie Kovalainena.
Kwalifikacje do Grand Prix Stanów Zjednoczonych Fin ukończył na ósmym miejscu ze stratą ponad pół sekundy do zespołowego partnera, Grosjeana. Na starcie Fin spadł na 12. miejsce, a na 18 okrążeniu zjechał na pit-stop. Następnie w samochodzie Kovalainena wystąpił problem z dociskiem, w efekcie czego zjechał on na nieplanowany pit-stop po wymianę przedniego spojlera. W jego Lotusie E21 pojawiły się także problemy z systemem KERS. W efekcie Fin ukończył rywalizację na 15. miejscu, a po karze nałożonej na Jeana-Érika Vergne został sklasyfikowany na 14 pozycji. W kwalifikacjach do Grand Prix Brazylii Kovalainen był jedenasty. W trakcie wyścigu, podobnie jak podczas Grand Prix USA, Kovalainen wystartował słabo i finiszował na 14 pozycji.
Sezon 2013 Kovalainen zakończył bez punktów, na 21. miejscu w klasyfikacji kierowców.

### Kask

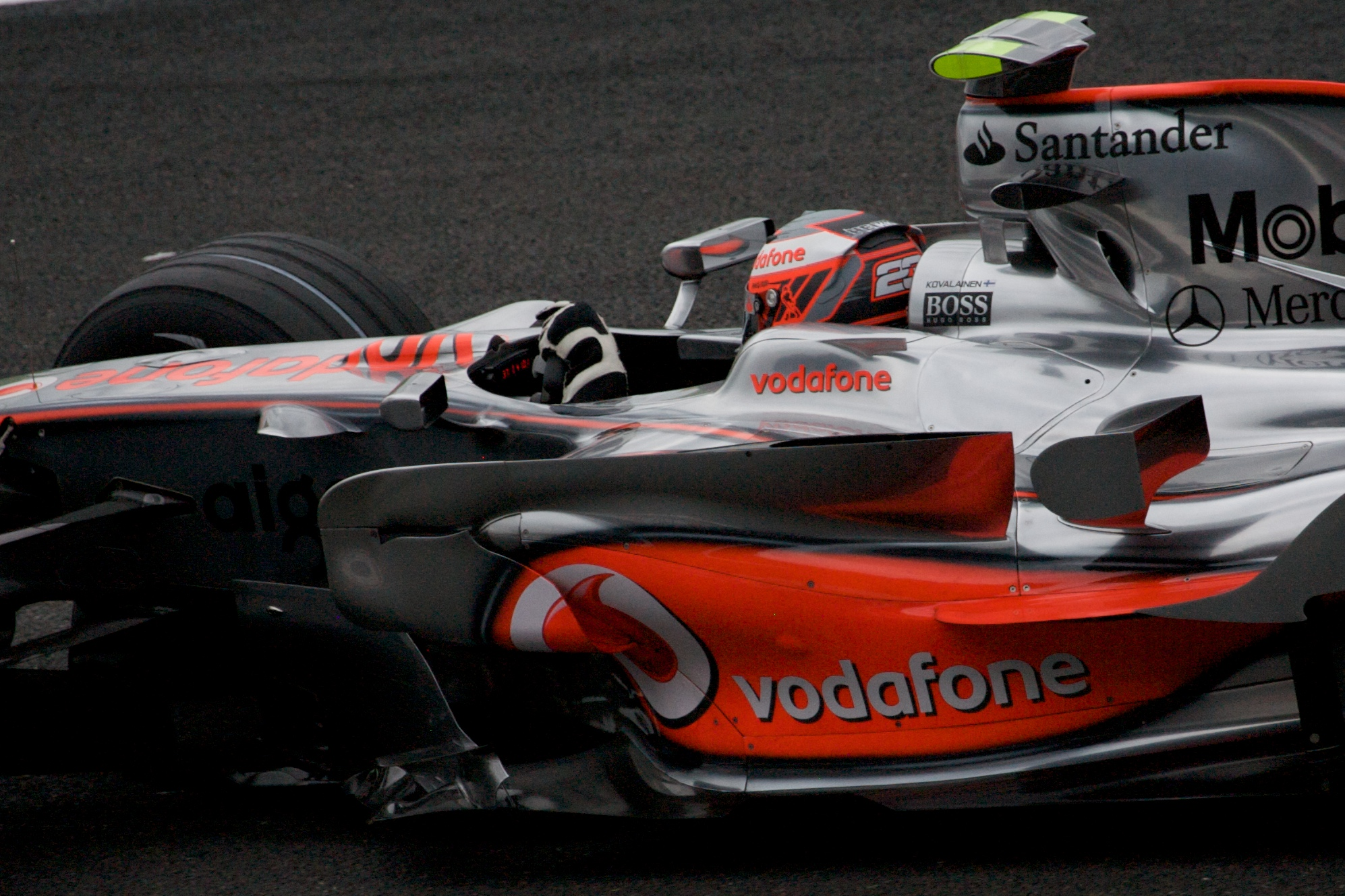
Kask Heikkiego Kovalainena w 2008 roku

Kovalainen sam zaprojektował swój pierwszy kask, co miało miejsce w roku 2000, ale kask ten nie wyglądał jak ten stosowany przez niego w Formule 1. Pomysł wzoru kasku Fin zaczerpnął od JJ Lehto, którego był kibicem w młodości. Od czasów startów gokartami Kovalainen korzystał z usług tej samej osoby projektującej i malującej kaski. Kovalainen określił projekt kasku jako „fajny i chłodny w upał”.
W 2010 roku Kovalainen przemalował część kasku na zielono, ponieważ jego ówczesny zespół, Lotus, stosował zielone barwy. Ponadto na kasku w kilku miejscach zostało wpisane nazwisko Kovalainena. W 2011 roku Kovalainen zrezygnował z wpisania swojego nazwiska w kask.
W 2012 roku Fin zaprezentował nowy, czerwono-czarny kask nawiązujący do gry Angry Birds.

### Styl jazdy
We wrześniu 2008 roku Kovalainen udzielił wywiadu, w którym zastanawiał się, dlaczego opony w jego samochodzie zużywają się szybciej niż w bolidzie Hamiltona. Problem wydawał się tkwić w odmiennych stylach jazdy – odmiennym wchodzeniu w zakręty, używaniu hamulców i przyspieszaniu. Hamilton wchodził w zakręty ciaśniej, podczas gdy Kovalainen próbował pokonywać zakręty bardziej gładko, co powodowało zwiększone zużycie opon. Kovalainen powiedział wówczas, że pracuje nad swoim stylem jazdy, który staje się podobny do stylu jazdy Hamiltona. Przed Grand Prix Japonii 2008 Kovalainen powiedział, że rozwiązał problem ze swoim stylem jazdy, który jest teraz zbliżony do agresywnego stylu jazdy Hamiltona. Mike Gascoyne podkreślił, że Kovalainen wyzbył się paniki, która cechowała jego wczesny styl jazdy, zauważył także, że obecny styl jazdy Fina cechuje spokój, a Peter Windsor zauważył, że styl jazdy Kovalainena cechuje skracanie zakrętów oraz złagodzenie początkowej fazy wejścia w zakręt.

## Po Formule 1
Kovalainen nie zdołał zapewnić sobie miejsca w stawce na sezon 2014. W trakcie sezonu pojawiły się wszakże pogłoski, jakoby usługami Kovalainena był zainteresowany Mercedes, rozważający zatrudnienie go w charakterze kierowcy testowego (ostatecznie tę funkcję objął Pascal Wehrlein). Pod koniec sierpnia przeprowadził test samochodu BMW M4 serii DTM na torze Lausitzring, po którym wyraził zadowolenie z jazdy samochodem tego typu.

### Super GT
W 2015 roku kierowca przeniósł się do japońskiej serii Super GT. Fin ścigał się Lexusem RC F w barwach zespołu SARD, a jego partnerem był Kōhei Hirate. Najlepszym wynikiem tej pary było dwukrotnie piąte miejsce na torach Okayama i Fuji. Para Kovalainen-Hirate na przestrzeni całego sezonu uzyskała 23 punkty, co dało jej 13. miejsce w klasyfikacji końcowej. Ponadto w tamtym roku wystartował w rajdzie Arctic Lapland, w którym zajął szóste miejsce. W sezonie 2016 ponownie ścigał się wraz z Hirate w serii Super GT. Załoga wygrała jeden wyścig, czterokrotnie stawała na podium i zdobyła 82 punkty. Umożliwiło to Kovalainenowi i Hirate zdobycie tytułu mistrzowskiego. W sezonie 2017 Fin ścigał się nowym samochodem – Lexusem LC500, a jego partnerem zespołowym nadal był Hirate. Kierowcy ci zwyciężyli jeden raz i zdobyli 44 punkty, dzięki czemu zostali sklasyfikowani na ósmym miejscu na koniec sezonu. W roku 2018 partnerami Kovalainena byli Kamui Kobayashi i Shō Tsuboi. Kovalainen ponownie odniósł jedno zwycięstwo, a 42 uzyskane punkty umożliwiły mu zajęcie dziewiątego miejsca w klasyfikacji kierowców.

## Życie prywatne
Kovalainen mieszka w szwajcarskiej miejscowości Coppet w kantonie Vaud, dokąd przeprowadził się w 2008 roku z Oxford.
Jest związany z Brytyjką Catherine Hyde.
Gra na perkusji w utworzonym przez członków Nightwish oraz wokalistę Apulanty fińskim rockowym projekcie muzycznym – The Myötähäpeä.
Jego inżynierem wyścigowym jest Juan Pablo Ramírez, a osobistym trenerem – Dan Williams. Jego menedżerem był Flavio Briatore, ale po aferze crashgate Kovalainen zerwał z nim umowę i zdecydował się na samodzielne prowadzenie negocjacji.
Ma 172 cm wzrostu, a waży 66 kg (stan na 2011). Jego pasjami są uczęszczanie na siłownię, jazdę na rowerze, biegi narciarskie oraz golf. Jego ulubionym zespołem muzycznym jest Nightwish, ale lubi również takie zespoły, jak Nickelback czy Metallica.

## Wyniki
| Legenda oznaczeń w tabelach wyników Wyświetl szablon na nowej stronie | Legenda oznaczeń w tabelach wyników Wyświetl szablon na nowej stronie                                                                     |
| Oznaczenie                                                            | Wyjaśnienie |
| --------------------------------------------------------------------- | --- |
| Złoty                                                                 | Zwycięzca lub mistrzostwo |
| Srebrny                                                               | 2. miejsce lub wicemistrzostwo |
| Brązowy                                                               | 3. miejsce lub II wicemistrzostwo |
| Zielony                                                               | Ukończył, punktował (w klasyfikacji generalnej, gdy zdobył co najmniej jeden punkt na przestrzeni sezonu, poza trzema powyższymi opcjami) |
| Niebieski                                                             | Ukończył, nie punktował (w klasyfikacji generalnej, gdy nie zdobył co najmniej jednego punktu na przestrzeni sezonu)                      |
| Czerwony                                                              | Nie zakwalifikował się (NZ) |
| Czerwony                                                              | Nie prekwalifikował się (NPK) |
| Różowy                                                                | Nie ukończył (NU) |
| Różowy                                                                | Niesklasyfikowany (NS) (w klasyfikacji generalnej, gdy nie został sklasyfikowany w żadnym wyścigu sezonu)                                 |
| Czarny                                                                | Zdyskwalifikowany (DK) |
| Czarny                                                                | Wykluczony (WYK/EX) |
| Biały                                                                 | Nie wystartował (NW) |
| Biały                                                                 | Kontuzjowany (K/INJ) |
| Biały                                                                 | Wyścig odwołany (OD/C) |
| Bez koloru                                                            | Został wycofany (WYC/WD) |
| Bez koloru                                                            | Nie przybył (NP/DNA) |
| Bez koloru                                                            | Nie brał udziału w treningach (NT/DNP) |
| Bez koloru                                                            | Nie został zgłoszony (–) |
| Pogrubienie                                                           | Start z pole position |
| Kursywa                                                               | Najszybsze okrążenie wyścigu |
| †                                                                     | Nie ukończył, ale jego rezultat został zaliczony ze względu na przejechanie więcej niż 90% dystansu wyścigu.                              |
| *                                                                     | Sezon w trakcie |
| 1/2/3                                                                 | Punktowana pozycja w sprincie kwalifikacyjnym                                                                                             |
| Lista systemów punktacji Formuły 1                                    | |

### Seria GP2
| Rok  | Zespół              | Samochód       | Silnik            | Wyniki w poszczególnych eliminacjach | Wyniki w poszczególnych eliminacjach | Wyniki w poszczególnych eliminacjach | Wyniki w poszczególnych eliminacjach | Wyniki w poszczególnych eliminacjach | Wyniki w poszczególnych eliminacjach | Wyniki w poszczególnych eliminacjach | Wyniki w poszczególnych eliminacjach | Wyniki w poszczególnych eliminacjach | Wyniki w poszczególnych eliminacjach | Wyniki w poszczególnych eliminacjach | Wyniki w poszczególnych eliminacjach | Wyniki w poszczególnych eliminacjach | Wyniki w poszczególnych eliminacjach | Wyniki w poszczególnych eliminacjach | Wyniki w poszczególnych eliminacjach | Wyniki w poszczególnych eliminacjach | Wyniki w poszczególnych eliminacjach | Wyniki w poszczególnych eliminacjach | Wyniki w poszczególnych eliminacjach | Wyniki w poszczególnych eliminacjach | Wyniki w poszczególnych eliminacjach | Wyniki w poszczególnych eliminacjach | Pkt. | Msc. |
| ---- | ------------------- | -------------- | ----------------- | ------------------------------------ | ------------------------------------ | ------------------------------------ | ------------------------------------ | ------------------------------------ | ------------------------------------ | ------------------------------------ | ------------------------------------ | ------------------------------------ | ------------------------------------ | ------------------------------------ | ------------------------------------ | ------------------------------------ | ------------------------------------ | ------------------------------------ | ------------------------------------ | ------------------------------------ | ------------------------------------ | ------------------------------------ | ------------------------------------ | ------------------------------------ | ------------------------------------ | ------------------------------------ | ---- | ---- |
| 2005 |                     |                |                   | San Marino                           | San Marino                           | Hiszpania                            | Hiszpania                            | Monako                               | Unia Europejska                      | Unia Europejska                      | Francja                              | Francja                              | Wielka Brytania                      | Wielka Brytania                      | Niemcy                               | Niemcy                               | Węgry                                | Węgry                                | Turcja                               | Turcja                               | Włochy                               | Włochy                               | Belgia                               | Belgia                               | Bahrajn                              | Bahrajn                              | 105  | 2    |
| 2005 | Arden International | Dallara GP2/05 | Mecachrome 4.0 V8 | 1                                    | 3                                    | 3                                    | NU                                   | 5                                    | 1                                    | NU                                   | 1                                    | 3                                    | 2                                    | 3                                    | 5                                    | 6                                    | 2                                    | 5                                    | 10                                   | 1                                    | 1                                    | 5                                    | 15†                                  | 9                                    | 3                                    | NU                                   | 105  | 2    |

### Formuła 1
| Rok  | Zespół                    | Samochód       | Silnik                  | Wyniki w poszczególnych eliminacjach | Wyniki w poszczególnych eliminacjach | Wyniki w poszczególnych eliminacjach | Wyniki w poszczególnych eliminacjach | Wyniki w poszczególnych eliminacjach | Wyniki w poszczególnych eliminacjach | Wyniki w poszczególnych eliminacjach | Wyniki w poszczególnych eliminacjach | Wyniki w poszczególnych eliminacjach | Wyniki w poszczególnych eliminacjach | Wyniki w poszczególnych eliminacjach | Wyniki w poszczególnych eliminacjach | Wyniki w poszczególnych eliminacjach | Wyniki w poszczególnych eliminacjach | Wyniki w poszczególnych eliminacjach | Wyniki w poszczególnych eliminacjach | Wyniki w poszczególnych eliminacjach | Wyniki w poszczególnych eliminacjach | Wyniki w poszczególnych eliminacjach | Wyniki w poszczególnych eliminacjach | Pkt. | Msc. |
| ---- | ------------------------- | -------------- | ----------------------- | ------------------------------------ | ------------------------------------ | ------------------------------------ | ------------------------------------ | ------------------------------------ | ------------------------------------ | ------------------------------------ | ------------------------------------ | ------------------------------------ | ------------------------------------ | ------------------------------------ | ------------------------------------ | ------------------------------------ | ------------------------------------ | ------------------------------------ | ------------------------------------ | ------------------------------------ | ------------------------------------ | ------------------------------------ | ------------------------------------ | ---- | ---- |
| 2007 | ING Renault F1 Team       | Renault R27    | Renault RS27 2.4 V8     | AUS                                  | MAL                                  | BHR                                  | ESP                                  | MON                                  | CAN                                  | USA                                  | FRA                                  | GBR                                  | EUR                                  | HUN                                  | TUR                                  | ITA                                  | BEL                                  | JPN                                  | CHN                                  | BRA                                  |                                      |                                      |                                      | 30   | 7    |
| 2007 | ING Renault F1 Team       | Renault R27    | Renault RS27 2.4 V8     | 10                                   | 8                                    | 9                                    | 7                                    | 13†                                  | 4                                    | 5                                    | 15                                   | 7                                    | 8                                    | 8                                    | 6                                    | 7                                    | 8                                    | 2                                    | 9                                    | NU                                   |                                      |                                      |                                      | 30   | 7    |
| 2008 | Vodafone McLaren Mercedes | McLaren MP4-23 | Mercedes FO 108V 2.4 V8 | AUS                                  | MAL                                  | BHR                                  | ESP                                  | TUR                                  | MON                                  | CAN                                  | FRA                                  | GBR                                  | GER                                  | HUN                                  | EUR                                  | BEL                                  | ITA                                  | SIN                                  | JPN                                  | CHN                                  | BRA                                  |                                      |                                      | 53   | 7    |
| 2008 | Vodafone McLaren Mercedes | McLaren MP4-23 | Mercedes FO 108V 2.4 V8 | 5                                    | 3                                    | 5                                    | NU                                   | 12                                   | 8                                    | 9                                    | 4                                    | 5                                    | 5                                    | 1                                    | 4                                    | 10†                                  | 2                                    | 10                                   | NU                                   | NU                                   | 7                                    |                                      |                                      | 53   | 7    |
| 2009 | Vodafone McLaren Mercedes | McLaren MP4-24 | Mercedes FO 108W 2.4 V8 | AUS                                  | MAL                                  | CHN                                  | BHR                                  | ESP                                  | MON                                  | TUR                                  | GBR                                  | GER                                  | HUN                                  | EUR                                  | BEL                                  | ITA                                  | SIN                                  | JPN                                  | BRA                                  | ABU                                  |                                      |                                      |                                      | 22   | 12   |
| 2009 | Vodafone McLaren Mercedes | McLaren MP4-24 | Mercedes FO 108W 2.4 V8 | NU                                   | NU                                   | 5                                    | 12                                   | NU                                   | NU                                   | 14                                   | NU                                   | 8                                    | 5                                    | 4                                    | 6                                    | 6                                    | 7                                    | 11                                   | 12                                   | 11                                   |                                      |                                      |                                      | 22   | 12   |
| 2010 | Lotus Racing              | Lotus T127     | Cosworth CA2010 2.4 V8  | BHR                                  | AUS                                  | MAL                                  | CHN                                  | ESP                                  | MON                                  | TUR                                  | CAN                                  | EUR                                  | GBR                                  | GER                                  | HUN                                  | BEL                                  | ITA                                  | SIN                                  | JPN                                  | KOR                                  | BRA                                  | ABU                                  |                                      | 0    | 20   |
| 2010 | Lotus Racing              | Lotus T127     | Cosworth CA2010 2.4 V8  | 15                                   | 13                                   | NS                                   | 14                                   | NW                                   | NU                                   | NU                                   | 16                                   | NU                                   | 17                                   | NU                                   | 14                                   | 16                                   | 18                                   | 16†                                  | 12                                   | 13                                   | 18                                   | 17                                   |                                      | 0    | 20   |
| 2011 | Team Lotus                | Lotus T128     | Renault RS27 2.4 V8     | AUS                                  | MAL                                  | CHN                                  | TUR                                  | ESP                                  | MON                                  | CAN                                  | EUR                                  | GBR                                  | GER                                  | HUN                                  | BEL                                  | ITA                                  | SIN                                  | JPN                                  | KOR                                  | IND                                  | ABU                                  | BRA                                  |                                      | 0    | 22   |
| 2011 | Team Lotus                | Lotus T128     | Renault RS27 2.4 V8     | NU                                   | 15                                   | 16                                   | 19                                   | NU                                   | 14                                   | NU                                   | 19                                   | NU                                   | 16                                   | NU                                   | 15                                   | 13                                   | 16                                   | 18                                   | 14                                   | 14                                   | 17                                   | 16                                   |                                      | 0    | 22   |
| 2012 | Caterham F1 Team          | Caterham CT01  | Renault RS27 2.4 V8     | AUS                                  | MAL                                  | CHN                                  | BHR                                  | ESP                                  | MON                                  | CAN                                  | EUR                                  | GBR                                  | GER                                  | HUN                                  | BEL                                  | ITA                                  | SIN                                  | JPN                                  | KOR                                  | IND                                  | ABU                                  | USA                                  | BRA                                  | 0    | 22   |
| 2012 | Caterham F1 Team          | Caterham CT01  | Renault RS27 2.4 V8     | NU                                   | 18                                   | 23                                   | 17                                   | 16                                   | 13                                   | 18                                   | 14                                   | 17                                   | 19                                   | 17                                   | 17                                   | 14                                   | 15                                   | 15                                   | 17                                   | 18                                   | 13                                   | 18                                   | 14                                   | 0    | 22   |
| 2013 | Lotus F1 Team             | Lotus E21      | Renault RS27 2.4 V8     | AUS                                  | MAL                                  | CHN                                  | BHR                                  | ESP                                  | MON                                  | CAN                                  | GBR                                  | GER                                  | HUN                                  | BEL                                  | ITA                                  | SIN                                  | KOR                                  | JPN                                  | IND                                  | ABU                                  | USA                                  | BRA                                  |                                      | 0    | 21   |
| 2013 | Lotus F1 Team             | Lotus E21      | Renault RS27 2.4 V8     | –                                    | –                                    | –                                    | –                                    | –                                    | –                                    | –                                    | –                                    | –                                    | –                                    | –                                    | –                                    | –                                    | –                                    | –                                    | –                                    | –                                    | 14                                   | 14                                   |                                      | 0    | 21   |

### Super GT
| Rok  | Zespół                        | Samochód              | Klasa | Wyniki w poszczególnych eliminacjach | Wyniki w poszczególnych eliminacjach | Wyniki w poszczególnych eliminacjach | Wyniki w poszczególnych eliminacjach | Wyniki w poszczególnych eliminacjach | Wyniki w poszczególnych eliminacjach | Wyniki w poszczególnych eliminacjach | Wyniki w poszczególnych eliminacjach | Pkt. | Msc. |
| ---- | ----------------------------- | --------------------- | ----- | ------------------------------------ | ------------------------------------ | ------------------------------------ | ------------------------------------ | ------------------------------------ | ------------------------------------ | ------------------------------------ | ------------------------------------ | ---- | ---- |
| 2015 |                               |                       |       | Japonia                              | Japonia                              | Tajlandia                            | Japonia                              | Japonia                              | Japonia                              | Japonia                              | Japonia                              | 23   | 13   |
| 2015 | Lexus Team SARD               | Lexus RC F            | GT500 | 5                                    | 5                                    | 7                                    | 9                                    | 11                                   | NU                                   | 13                                   | 6                                    | 23   | 13   |
| 2016 |                               |                       |       | Japonia                              | Japonia                              | Japonia                              | Japonia                              | Japonia                              | Tajlandia                            | Japonia                              | Japonia                              | 82   | 1    |
| 2016 | Lexus Team SARD               | Lexus RC F            | GT500 | 7                                    | 2                                    | 2                                    | 8                                    | 8                                    | 7                                    | 2                                    | 1                                    | 82   | 1    |
| 2017 |                               |                       |       | Japonia                              | Japonia                              | Japonia                              | Japonia                              | Japonia                              | Japonia                              | Tajlandia                            | Japonia                              | 44   | 8    |
| 2017 | Lexus Team SARD               | Lexus LC500           | GT500 | 3                                    | 7                                    | 14                                   | 1                                    | 10                                   | 13                                   | 6                                    | 8                                    | 44   | 8    |
| 2018 |                               |                       |       | Japonia                              | Japonia                              | Japonia                              | Tajlandia                            | Japonia                              | Japonia                              | Japonia                              | Japonia                              | 42   | 9    |
| 2018 | Lexus Team SARD               | Lexus LC500           | GT500 | 12                                   | 2                                    | NU                                   | 1                                    | 11                                   | 10                                   | 8                                    | 8                                    | 42   | 9    |
| 2019 |                               |                       |       | Japonia                              | Japonia                              | Japonia                              | Tajlandia                            | Japonia                              | Japonia                              | Japonia                              | Japonia                              | 44   | 5    |
| 2019 | Lexus Team SARD               | Lexus LC500           | GT500 | 11                                   | 4                                    | 5                                    | 5                                    | NU                                   | 1                                    | 7                                    | 11                                   | 44   | 5    |
| 2020 |                               |                       |       | Japonia                              | Japonia                              | Japonia                              | Japonia                              | Japonia                              | Japonia                              | Japonia                              | Japonia                              | 31   | 11   |
| 2020 | Toyota Gazoo Racing Team SARD | Toyota GR Supra GT500 | GT500 | –                                    | –                                    | 5                                    | 9                                    | 1                                    | 11                                   | 8                                    | 14                                   | 31   | 11   |
| 2021 |                               |                       |       | Japonia                              | Japonia                              | Japonia                              | Japonia                              | Japonia                              | Japonia                              | Japonia                              | Japonia                              | 34   | 13   |
| 2021 | Toyota Gazoo Racing Team SARD | Toyota GR Supra GT500 | GT500 | 4                                    | 6                                    | 10                                   | 14                                   | 5                                    | 5                                    | 11                                   | 4                                    | 34   | 13   |

### Podsumowanie
| Rok  | Seria                         | Zespół                        | Wyś.             | Zw.              | PP               | NO               | Podia            | Pkt.             | Msc.             |
| ---- | ----------------------------- | ----------------------------- | ---------------- | ---------------- | ---------------- | ---------------- | ---------------- | ---------------- | ---------------- |
| 2001 | Formuła Renault 2000 UK       | Fortec Motorsport             | 13               | 2                | 2                | 3                | 5                | 243              | 4                |
| 2001 | Grand Prix Makau              | Fortec Motorsport             | 1                | 0                | 0                | 0                | 0                | 0                | 8                |
| 2001 | Korea Super Prix              | Fortec Motorsport             | 1                | 0                | 0                | 0                | 0                | 0                | 25               |
| 2002 | Brytyjska Formuła 3           | Fortec Motorsport             | 26               | 5                | 2                | 3                | 12               | 257              | 3                |
| 2002 | Grand Prix Makau              | Fortec Motorsport             | 1                | 0                | 0                | 0                | 1                | 0                | 2                |
| 2002 | Korea Super Prix              | Fortec Motorsport             | 1                | 0                | 0                | 0                | 0                | 0                | 14               |
| 2002 | Masters of Formula 3          | Fortec Motorsport             | 1                | 0                | 0                | 0                | 0                | 0                | 4                |
| 2003 | World Series by Nissan        | Gabord Competición            | 18               | 1                | 3                | 1                | 4                | 134              | 2                |
| 2004 | World Series by Nissan        | Pons Racing                   | 18               | 6                | 10               | 8                | 11               | 176              | 1                |
| 2005 | Seria GP2                     | Arden International           | 23               | 5                | 2                | 1                | 12               | 105              | 2                |
| 2006 | Formuła 1                     | Mild Seven Renault F1 Team    | kierowca testowy | kierowca testowy | kierowca testowy | kierowca testowy | kierowca testowy | kierowca testowy | kierowca testowy |
| 2007 | Formuła 1                     | ING Renault F1 Team           | 17               | 0                | 0                | 0                | 1                | 30               | 7                |
| 2008 | Formuła 1                     | Vodafone McLaren Mercedes     | 18               | 1                | 1                | 2                | 3                | 53               | 7                |
| 2009 | Formuła 1                     | Vodafone McLaren Mercedes     | 17               | 0                | 0                | 0                | 0                | 22               | 12               |
| 2010 | Formuła 1                     | Lotus Racing                  | 19               | 0                | 0                | 0                | 0                | 0                | 20               |
| 2011 | Formuła 1                     | Team Lotus                    | 19               | 0                | 0                | 0                | 0                | 0                | 22               |
| 2012 | Formuła 1                     | Caterham F1 Team              | 20               | 0                | 0                | 0                | 0                | 0                | 22               |
| 2013 | Formuła 1                     | Caterham F1 Team              | kierowca testowy | kierowca testowy | kierowca testowy | kierowca testowy | kierowca testowy | kierowca testowy | kierowca testowy |
| 2013 | Formuła 1                     | Lotus F1 Team                 | 2                | 0                | 0                | 0                | 0                | 0                | 21               |
| 2014 | Deutsche Tourenwagen Masters  | BMW Motorsport                | kierowca testowy | kierowca testowy | kierowca testowy | kierowca testowy | kierowca testowy | kierowca testowy | kierowca testowy |
| 2015 | Super GT                      | Lexus Team SARD               | 8                | 0                | 0                | 0                | 0                | 23               | 13               |
| 2016 | Super GT                      | Lexus Team SARD               | 8                | 1                | 2                | 0                | 4                | 82               | 1                |
| 2017 | Super GT                      | Lexus Team SARD               | 8                | 1                | 0                | 0                | 2                | 44               | 8                |
| 2018 | Super GT                      | Lexus Team SARD               | 8                | 1                | 0                | 0                | 2                | 42               | 9                |
| 2019 | Super GT                      | Lexus Team SARD               | 8                | 1                | 0                | 0                | 1                | 44               | 5                |
| 2019 | Intercontinental GT Challenge | Ferrari                       | 1                | 0                | 0                | 0                | 0                | 0                | NS               |
| 2020 | Super GT                      | Toyota Gazoo Racing Team SARD | 6                | 1                | 0                | 0                | 1                | 31               | 11               |
| 2021 | Super GT                      | Toyota Gazoo Racing Team SARD | 8                | 0                | 0                | 0                | 0                | 34               | 13               |
| 2022 | World Rally Championship      | Heikki Kovalainen             | 1                | 0                | –                | –                | 0                | 1                | 37               |